# Список птахів Індонезії
Це перелік видів птахів, зафіксованих на території Індонезії. Індонезія, з її численними островами, тропічним кліматом і густими тропічними лісами є однією з найважливіших і найбагатших країн з точки зору біорізноманіття. Вона розташована в межах двох екозон: Індомалаї та Нотогеї. Крім того, острови Індонезії є місцем зимівлі численних перелітних птахів, зокрема зі східної Палеарктики. Індонезія є четвертою країною в світі за кількістю зафіксованих видів птахів і першою за кількістю ендемічних видів птахів.
Авіфауна Індонезії налічує загалом 1787 видів, з яких 472 види є ендемічними. 3 види були інтродуковані людьми (горобець хатній, майна джунглева і бюльбюль червоногузий). 150 видів перебувають під загрозою вимирання.

## Позначки
Наступні теги використані для виділення деяких категорій птахів.  
- (А) Випадковий - вид, який рідко або випадково трапляється в Індонезії
- (Е) Ендемічий - вид, який є ендеміком Індонезії
- (Ex) Локально вимерлий - вид, який більше не трапляється в Індонезії, хоча його популяції існують в інших місцях
- (I) Інтродукований - вид, завезений до Індонезії, як наслідок, прямих чи непрямих людських дій

## Казуароподібні(Casuariiformes)

### Родина:Казуарові(Casuariidae)
- Казуар шоломний, Casuarius casuarius
- Казуар малий, Casuarius bennetti
- Казуар жовтошиїй, Casuarius unappendiculatus

## Гусеподібні(Anseriformes)

### Родина:Уракові(Anseranatidae)
- Урако, Anseranas semipalmata

### Родина:Качкові(Anatidae)
- Свистач плямистобокий, Dendrocygna guttata
- Свистач австралійський, Dendrocygna eytoni (A)
- Свистач філіппінський, Dendrocygna arcuata
- Свистач індійський, Dendrocygna javanica
- Лебідь чорний, Cygnus atratus (A)
- Галагаз-раджа, Radjah radjah
- Чирянка-крихітка чорношия, Nettapus pulchellus
- Чирянка-крихітка індійська, Nettapus coromandelianus
- Качка смугаста, Salvadorina waigiuensis
- Чирянка велика, Spatula querquedula
- Свищ євразійський, Mareca penelope
- Крижень австралійський, Anas superciliosa
- Крижень звичайний, Anas platyrhynchos (A)
- Шилохвіст північний, Anas acuta
- Чирянка сіра, Anas gibberifrons
- Чирянка світлогорла, Anas gracilis
- Asarcornis scutulata
- Чернь австралійська, Aythya australis
- Чернь чубата, Aythya fuligula (A)

## Куроподібні(Galliformes)

### Родина:Великоногові(Megapodiidae)
- Великоніг сірощокий, Aepypodius arfakianus
- Великоніг червонощокий, Aepypodius bruijnii (E)
- Великоніг червонодзьобий, Talegalla cuvieri (E)
- Великоніг чорнодзьобий, Talegalla fuscirostris
- Великоніг буродзьобий, Talegalla jobiensis
- Малео, Macrocephalon maleo (E)
- Великоніг молуцький, Eulipoa wallacei (E)
- Великоніг філіппінський, Megapodius cumingii
- Великоніг сулуйський, Megapodius bernsteinii (E)
- Великоніг танімбарський, Megapodius tenimberensis (E)
- Великоніг джунглевий, Megapodius freycinet (E)
- Великоніг біяцький, Megapodius geelvinkianus (E)
- Великоніг джунглевий, Megapodius forsteni (E)
- Великоніг папуанський, Megapodius decollatus
- Великоніг папуанський, Megapodius reinwardt

### Родина:Фазанові(Phasianidae)
- Куропатиця, Caloperdix oculea
- Куріпка червоночуба, Rollulus rouloul
- Куріпка чорна, Melanoperdix niger
- Куріпка яванська, Arborophila javanica (E)
- Куріпка індонезійська, Arborophila rolli (E)
- Куріпка нагірна, Arborophila sumatrana (E)
- Куріпка суматранська, Arborophila orientalis (E)
- Куріпка борнейська, Arborophila hyperythra
- Куріпка червонодзьоба, Arborophila rubrirostris (E)
- Куріпка малазійська, Tropicoperdix charltonii
- Куріпка довгодзьоба, Rhizothera longirostris
- Аргус великий, Argusianus argus
- Павич синьокрилий, Pavo muticus
- Куріпка червоноголова, Haematortyx sanguiniceps
- Віялохвіст білогорлий, Polyplectron schleiermacheri
- Віялохвіст бронзовий, Polyplectron chalcurum (E)
- Перепілка бура, Synoicus ypsilophorus
- Перепілка китайська, Synoicus chinensis
- Перепілка новогвінейська, Anurophasis monorthonyx
- Курка банківська, Gallus gallus
- Курка зелена, Gallus varius (E)
- Лофур білохвостий, Lophura bulweri
- Лофур суматранський, Lophura inornata (E)
- Лофур жовтохвостий, Lophura erythrophthalma
- Лофур чубатий, Lophura ignita

## Пірникозоподібні(Podicipediformes)

### Родина:Пірникозові(Podicipedidae)
- Пірникоза мала, Tachybaptus ruficollis
- Пірникоза австралійська, Tachybaptus novaehollandiae
- Пірникоза велика, Podiceps cristatus (A)

## Голубоподібні(Columbiformes)

### Родина:Голубові(Columbidae)
- Голуб сизий, Columba livia
- Columba argentina (E)
- Columba vitiensis
- Streptopelia bitorquata
- Streptopelia tranquebarica
- Горлиця китайська, Spilopelia chinensis
- Горлиця смугастохвоста, Macropygia unchall
- Горлиця флореська, Macropygia macassariensis (E)
- Горлиця ветарська, Macropygia magna
- Горлиця танімбарська, Macropygia timorlaoensis (E)
- Горлиця тонкодзьоба, Macropygia amboinensis
- Горлиця султанська, Macropygia doreya
- Горлиця філіпінська, Macropygia tenuirostris
- Горлиця індонезійська, Macropygia emiliana  (E)
- Горлиця енганойська, Macropygia cinnamomea (E)
- Горлиця архіпелагова, Macropygia modiglianii (E)
- Горлиця чорнодзьоба, Macropygia nigrirostris
- Горлиця яванська, Macropygia ruficeps
- Голуб-довгохвіст рудокрилий, Reinwardtoena reinwardti
- Turacoena manadensis (E)
- Turacoena sulaensis
- Turacoena modesta (E)
- Chalcophaps indica
- Chalcophaps longirostris
- Chalcophaps stephani
- Голуб-бронзовокрил білолобий, Henicophaps albifrons
- Alopecoenas hoedtii (E)
- Alopecoenas beccarii
- Alopecoenas jobiensis
- Geopelia striata
- Geopelia placida
- Geopelia maugeus (E)
- Geopelia humeralis
- Голуб гривастий, Caloenas nicobarica
- Gallicolumba tristigmata (E)
- Gallicolumba rufigula
- Тругон, Trugon terrestris
- Палома, Otidiphaps nobilis
- Goura cristata
- Goura sclaterii
- Коронач південний, Goura scheepmakeri
- Коронач північний, Goura victoria
- Вінаго синьошиїй, Treron olax
- Вінаго оливковокрилий, Treron vernans
- Вінаго коричневий, Treron fulvicollis
- Вінаго зеленолобий, Treron bicinctus
- Вінаго буруйський, Treron aromaticus (E)
- Вінаго індокитайський, Treron curvirostra
- Вінаго яванський, Treron griseicauda (E)
- Вінаго сумбійський, Treron teysmannii (E)
- Вінаго зелений, Treron floris (E)
- Вінаго тиморський, Treron psittaceus (E)
- Вінаго великий, Treron capellei
- Вінаго суматранський, Treron oxyurus (E)
- Вінаго клинохвостий, Treron sphenurus
- Тілопо чорнокрилий, Ptilinopus cinctus
- Тілопо рожевоволий, Ptilinopus dohertyi (E)
- Тілопо рожевоголовий, Ptilinopus porphyreus (E)
- Тілопо сулавеський, Ptilinopus fischeri (E)
- Тілопо малазійський, Ptilinopus jambu
- Тілопо індонезійський, Ptilinopus gularis (E)
- Тілопо бангайський, Ptilinopus subgularis (E)
- Тілопо сулайський, Ptilinopus mangoliensis (E)
- Тілопо жовточеревий, Ptilinopus bernsteinii (E)
- Тілопо довгохвостий, Ptilinopus magnificus
- Тілопо оливковоголовий, Ptilinopus perlatus
- Тілопо новогвінейський, Ptilinopus ornatus
- Тілопо золотолобий, Ptilinopus aurantiifrons
- Тілопо жовтоплечий, Ptilinopus wallacii (E)
- Тілопо смугастобокий, Ptilinopus superbus
- Тілопо королівський, Ptilinopus regina
- Тілопо фіолетоволобий, Ptilinopus coronulatus
- Тілопо білогорлий, Ptilinopus pulchellus
- Тілопо синьолобий, Ptilinopus monacha (E)
- Тілопо гірський, Ptilinopus rivoli
- Тілопо червоноволий, Ptilinopus viridis
- Тілопо аруйський, Ptilinopus iozonus
- Тілопо рожевогрудий, Ptilinopus speciosus (E)
- Тілопо сіроголовий, Ptilinopus hyogastrus (E)
- Тілопо молуцький, Ptilinopus granulifrons (E)
- Тілопо жовтогорлий, Ptilinopus melanospilus
- Тілопо карликовий, Ptilinopus nainus
- Пінон білочеревий, Ducula forsteni (E)
- Пінон сулавеський, Ducula radiata (E)
- Пінон малазійський, Ducula aenea
- Пінон папуанський, Ducula perspicillata (E)
- Пінон серамський, Ducula neglecta (E)
- Пінон жовтоокий, Ducula concinna (E)
- Пінон смарагдовий, Ducula myristicivora (E)
- Пінон біяцький, Ducula geelvinkiana (E)
- Пінон новогвінейський, Ducula rufigaster
- Пінон молуцький, Ducula basilica (E)
- Пінон рудогрудий, Ducula chalconota
- Пінон рожевоголовий, Ducula rosacea
- Пінон сулуйський, Ducula pickeringii
- Пінон червоноокий, Ducula pinon
- Пінон білогорлий, Ducula mullerii
- Пінон рожевошиїй, Ducula zoeae
- Пінон гірський, Ducula badia
- Пінон яванський, Ducula lacernulata (E)
- Пінон тиморський, Ducula cineracea
- Пінон двобарвний, Ducula bicolor
- Пінон австралійський, Ducula spilorrhoa
- Пінон білий, Ducula luctuosa (E)
- Cryptophaps poecilorrhoa (E)
- Gymnophaps albertisii
- Gymnophaps mada (E)
- Gymnophaps stalkeri (E)

## Дрохвоподібні(Otidiformes)

### Родина:Дрохвові(Otididae)
- Дрохва австралійська, Ardeotis australis

## Зозулеподібні(Cuculiformes)

### Родина:Зозулеві(Cuculidae)
- Зозуля-довгоніг суматранська, Carpococcyx viridis (E)
- Зозуля-довгоніг борнейська, Carpococcyx radiceus
- Коукал біяцький, Centropus chalybeus (E)
- Коукал великий, Centropus menbeki
- Коукал короткопалий, Centropus rectunguis
- Коукал целебеський, Centropus celebensis (E)
- Коукал яванський, Centropus nigrorufus (E)
- Коукал рудокрилий, Centropus sinensis
- Коукал білокрилий, Centropus goliath (E)
- Коукал малий, Centropus bengalensis
- Коукал новогвінейський, Centropus bernsteini
- Коукал молуцький, Centropus spilopterus (E)
- Коукал смугастохвостий, Centropus phasianinus
- Малкога малазійська, Rhinortha chlorophaea
- Малкога вогнистовола, Zanclostomus javanicus
- Малкога яванська, Phaenicophaeus curvirostris
- Малкога суматранська, Phaenicophaeus sumatranus
- Малкога таїландська, Phaenicophaeus diardi
- Кокиль, Phaenicophaeus tristis
- Малкога товстодзьоба, Rhamphococcyx calyorhynchus (E)
- Зозуля каштановокрила, Clamator coromandus
- Коель малий, Microdynamis parva
- Eudynamys scolopaceus
- Коель чорнодзьобий, Eudynamys melanorhynchus (E)
- Коель східний, Eudynamys orientalis
- Зозуля-велет, Scythrops novaehollandiae
- Дідрик смарагдовий, Chrysococcyx maculatus
- Дідрик фіолетовий, Chrysococcyx xanthorhynchus
- Зозуля довгодзьоба, Chrysococcyx megarhynchus
- Дідрик рудохвостий, Chrysococcyx basalis
- Дідрик австралійський, Chrysococcyx osculans
- Дідрик рудоголовий, Chrysococcyx ruficollis
- Дідрик смугастощокий, Chrysococcyx lucidus
- Дідрик рудий, Chrysococcyx meyerii
- Дідрик зеленоголовий, Chrysococcyx minutillus
- Зозуля бліда, Cacomantis pallidus
- Коель білоголовий, Cacomantis leucolophus
- Кукавка рудочерева, Cacomantis castaneiventris
- Кукавка віялохвоста, Cacomantis flabelliformis
- Кукавка смугаста, Cacomantis sonneratii
- Кукавка сіровола, Cacomantis merulinus
- Кукавка рудовола, Cacomantis sepulcralis
- Кукавка молуцька, Cacomantis aeruginosus (E)
- Кукавка австралійська, Cacomantis variolosus
- Зозуля-дронго азійська, Surniculus lugubris
- Зозуля-дронго молуцька, Surniculus musschenbroeki (E)
- Зозуля вусата, Hierococcyx vagans
- Зозуля велика, Hierococcyx sparverioides
- Зозуля острівна, Hierococcyx bocki
- Зозуля рудовола, Hierococcyx hyperythrus
- Зозуля індокитайська, Hierococcyx nisicolor
- Зозуля ширококрила, Hierococcyx fugax
- Зозуля сулавеська, Cuculus crassirostris (E)
- Зозуля короткокрила, Cuculus micropterus
- Зозуля глуха, Cuculus saturatus
- Зозуля зондська, Cuculus lepidus
- Зозуля звичайна, Cuculus canorus
- Зозуля сибірська, Cuculus optatus

## Дрімлюгоподібні(Caprimulgiformes)

### Родина:Білоногові(Podargidae)
- Білоніг новогвінейський, Podargus ocellatus
- Білоніг гігантський, Podargus papuensis
- Корнудо вухатий, Batrachostomus auritus
- Корнудо дулітський, Batrachostomus harterti
- Корнудо малазійський, Batrachostomus stellatus
- Корнудо суматранський, Batrachostomus poliolophus (E)
- Batrachostomus mixtus
- Корнудо яванський, Batrachostomus javensis (E)
- Корнудо індокитайський, Batrachostomus affinis
- Корнудо сундайський, Batrachostomus cornutus

### Родина:Дрімлюгові(Caprimulgidae)
- Ночнар австралійський, Eurostopodus argus
- Ночнар острівний, Eurostopodus diabolicus (E)
- Ночнар папуанський, Eurostopodus papuensis
- Ночнар високогірний, Eurostopodus archboldi
- Ночнар малазійський, Lyncornis temminckii
- Ночнар південний, Lyncornis macrotis
- Дрімлюга маньчжурський, Caprimulgus jotaka
- Дрімлюга великохвостий, Caprimulgus macrurus
- Дрімлюга сундайський, Caprimulgus meesi (E)
- Дрімлюга сулавеський, Caprimulgus celebensis (E)
- Дрімлюга савановий, Caprimulgus affinis
- Дрімлюга суматранський, Caprimulgus concretus
- Дрімлюга скельний, Caprimulgus pulchellus (E)
- Caprimulgus ritae

### Родина:Еготелові(Aegothelidae)
- Еготело великий, Aegotheles insignis
- Татеї, Aegotheles tatei (A)
- Еготело темнокрилий, Aegotheles wallacii
- Еготело плямистокрилий, Aegotheles archboldi
- Еготело гірський, Aegotheles albertisi
- Еготело молуцький, Aegotheles crinifrons (E)
- Еготело австралійський, Aegotheles cristatus
- Aegotheles affinis (E)
- Еготело смугастоголовий, Aegotheles bennettii

## Серпокрильцеподібні(Apodiformes)

### Родина:Серпокрильцеві(Apodidae)
- Голкохвіст новогвінейський, Mearnsia novaeguineae
- Голкохвіст сивогузий, Rhaphidura leucopygialis
- Колючохвіст білогорлий, Hirundapus caudacutus
- Колючохвіст бурогорлий, Hirundapus cochinchinensis
- Колючохвіст великий, Hirundapus giganteus
- Колючохвіст пурпуровий, Hirundapus celebensis
- Салангана велика, Hydrochous gigas
- Салангана борнейська, Collocalia dodgei (A)
- Салангана зеленкувата, Collocalia linchi (E)
- Салангана оперенопала, Collocalia affinis
- Салангана сумбайська, Collocalia sumbawae (E)
- Салангана малосундайська, Collocalia neglecta
- Салангана білочерева, Collocalia esculenta
- Салангана сулавеська, Aerodramus sororum (E)
- Салангана молуцька, Aerodramus infuscatus (E)
- Салангана серамська, Aerodramus ceramensis (E)
- Салангана гірська, Aerodramus hirundinaceus
- Салангана вулканійська, Aerodramus vulcanorum (E)
- Салангана голонога, Aerodramus nuditarsus
- Салангана бура, Aerodramus vanikorensis
- Салангана яванська, Aerodramus salangana
- Салангана малазійська, Aerodramus maximus
- Салангана сундайська, Aerodramus fuciphagus
- Салангана калімантанська, Aerodramus germani
- Салангана папуанська, Aerodramus papuensis
- Серпокрилець сибірський, Apus pacificus
- Серпокрилець непальський, Apus nipalensis
- Серпокрилець південноазійський, Cypsiurus balasiensis

### Родина:Клехові(Hemiprocnidae)
- Клехо зеленокрилий, Hemiprocne longipennis
- Клехо малий, Hemiprocne comata
- Клехо великий, Hemiprocne mystacea

## Журавлеподібні(Gruiformes)

### Родина:Sarothruridae
- Погонич папуанський, Rallicula leucospila (E)
- Погонич каштановий, Rallicula rubra
- Погонич новогвінейський, Rallicula forbesi
- Погонич Майра, Rallicula mayri

### Родина:Пастушкові(Rallidae)
- Пастушок сулавеський, Aramidopsis plateni (E)
- Пастушок рудоголовий, Lewinia striata
- Левінія австралійська, Lewinia pectoralis
- Пастушок-голоок синьошкірий, Gymnocrex rosenbergii (E)
- Пастушок-голоок рожевошкірий, Gymnocrex plumbeiventris
- Пастушок-голоок талаудський, Gymnocrex talaudensis (E)
- Пастушок мангровий, Eulabeornis castaneoventris
- Пастушок гальмаберський, Gallirallus wallacii (E)
- Пастушок смугастий, Gallirallus philippensis
- Пастушок біловусий, Gallirallus torquatus
- Курочка водяна, Gallinula chloropus
- Курочка чорна, Gallinula tenebrosa
- Лиска звичайна, Fulica atra (A)
- Султанка зондська, Porphyrio indicus
- Султанка австралійська, Porphyrio melanotus
- Султанка філіпінська, Porphyrio pulverulentus (А)
- Пастушок новогвінейський, Megacrex inepta
- Курочка рогата, Gallicrex cinerea
- Багновик сулавеський, Amaurornis isabellinus (E)
- Багновик білогрудий, Amaurornis phoenicurus
- Багновик темноголовий, Amaurornis magnirostris (E)
- Багновик молуцький, Amaurornis moluccana
- Погонич білобровий, Poliolimnas cinereus
- Погонич рудошиїй, Rallina tricolor
- Погонич червононогий, Rallina fasciata
- Погонич сіроногий, Rallina eurizonoides
- Погонич індійський, Zapornia fusca
- Погонич далекосхідний, Zapornia paykullii
- Погонич-крихітка, Zapornia pusilla
- Погонич австралійський, Zapornia tabuensis

### Родина:Лапчастоногові(Heliornithidae)
- Лапчастоніг азійський, Heliopais personatus

### Родина:Журавлеві(Gruidae)
- Журавель австралійський, Antigone rubicunda

## Сивкоподібні(Charadriiformes)

### Родина:Лежневі(Burhinidae)
- Лежень австралійський, Burhinus grallarius
- Лежень рифовий, Esacus magnirostris

### Родина:Чоботарові(Recurvirostridae)
- Кулик-довгоніг чорнокрилий, Himantopus himantopus
- Кулик-довгоніг строкатий, Himantopus leucocephalus
- Himantopus mexicanus
- Чоботар синьоногий, Recurvirostra avosetta (A)
- Чоботар австралійський, Recurvirostra novaehollandiae (A)

### Родина:Куликосорокові(Haematopodidae)
- Кулик-сорока євразійський, Haematopus ostralegus (A)
- Кулик-сорока довгодзьобий, Haematopus longirostris
- Кулик-сорока австралійський, Haematopus fuliginosus (A)

### Родина:Сивкові(Charadriidae)
- Сивка морська, Pluvialis squatarola
- Сивка бурокрила, Pluvialis fulva
- Чайка сіра, Vanellus cinereus (A)
- Чайка індійська, Vanellus indicus (A)
- Чайка яванська, Vanellus macropterus (E)
- Чайка білошия, Vanellus miles
- Пісочник монгольський, Charadrius mongolus
- Пісочник товстодзьобий, Charadrius leschenaultii
- Пісочник рудоголовий, Charadrius ruficapillus
- Пісочник малазійський, Charadrius peronii
- Пісочник морський, Charadrius alexandrinus
- Пісочник яванський, Charadrius javanicus
- Пісочник великий, Charadrius hiaticula (A)
- Пісочник усурійський, Charadrius placidus
- Пісочник малий, Charadrius dubius
- Пісочник довгоногий, Charadrius veredus
- Чайка чорногруда, Erythrogonys cinctus
- Пісочник чорнолобий, Elseyornis melanops (A)

### Родина:Мальованцеві(Rostratulidae)
- Мальованець афро-азійський, Rostratula benghalensis

### Родина:Яканові(Jacanidae)
- Якана гребінчаста, Irediparra gallinacea
- Якана довгохвоста, Hydrophasianus chirurgus
- Якана білоброва, Metopidius indicus

### Родина:Баранцеві(Scolopacidae)
- Кульон аляскинський, Numenius tahitiensis (A)
- Кульон середній, Numenius phaeopus
- Кульон-крихітка, Numenius minutus
- Кульон східний, Numenius madagascariensis
- Кульон великий, Numenius arquata
- Грицик малий, Limosa lapponica
- Грицик великий, Limosa limosa
- Крем'яшник звичайний, Arenaria interpres
- Побережник великий, Calidris tenuirostris
- Побережник ісландський, Calidris canutus
- Брижач, Calidris pugnax
- Побережник болотяний, Calidris falcinellus
- Побережник гострохвостий, Calidris acuminata
- Побережник червоногрудий, Calidris ferruginea
- Побережник білохвостий, Calidris temminckii
- Побережник довгопалий, Calidris subminuta
- Лопатень, Calidris pygmaea (A)
- Побережник рудоголовий, Calidris ruficollis
- Побережник білий, Calidris alba
- Жовтоволик, Calidris subruficollis (A)
- Побережник арктичний, Calidris melanotos (A)
- Неголь азійський, Limnodromus semipalmatus
- Неголь довгодзьобий, Limnodromus scolopaceus
- Слуква суматранська, Scolopax saturata (E)
- Слуква новогвінейська, Scolopax rosenbergii
- Слуква сулавеська, Scolopax celebensis (E)
- Слуква молуцька, Scolopax rochussenii (E)
- Баранець японський, Gallinago hardwickii
- Баранець звичайний, Gallinago gallinago
- Баранець азійський, Gallinago stenura
- Баранець лісовий, Gallinago megala
- Мородунка, Xenus cinereus
- Плавунець круглодзьобий, Phalaropus lobatus
- Набережник палеарктичний, Actitis hypoleucos
- Коловодник лісовий, Tringa ochropus
- Коловодник попелястий, Tringa brevipes
- Коловодник аляскинський, Tringa incana
- Коловодник чорний, Tringa erythropus
- Коловодник великий, Tringa nebularia
- Коловодник охотський, Tringa guttifer
- Коловодник жовтоногий, Tringa flavipes (A)
- Коловодник ставковий, Tringa stagnatilis
- Коловодник болотяний, Tringa glareola
- Коловодник звичайний, Tringa totanus

### Родина:Триперсткові(Turnicidae)
- Триперстка африканська, Turnix sylvaticus
- Триперстка тонкодзьоба, Turnix maculosus
- Триперстка смугаста, Turnix suscitator
- Триперстка сумбійська, Turnix everetti (E)

### Родина:Дерихвостові(Glareolidae)
- Дерихвіст австралійський, Stiltia isabella
- Дерихвіст забайкальський, Glareola maldivarum

### Родина:Поморникові(Stercorariidae)
- Поморник антарктичний, Stercorarius maccormicki (A)
- Поморник середній, Stercorarius pomarinus
- Поморник короткохвостий, Stercorarius parasiticus
- Поморник довгохвостий, Stercorarius longicaudus

### Родина:Мартинові(Laridae)
- Мартин вилохвостий, Xema sabini (A)
- Мартин австралійський, Chroicocephalus novaehollandiae
- Мартин звичайний, Chroicocephalus ridibundus
- Мартин буроголовий, Chroicocephalus brunnicephalus (A)
- Мартин чорнокрилий, Larus fuscus (A)
- Мартин охотський, Larus schistisagus (A)
- Крячок бурий, Anous stolidus
- Крячок атоловий, Anous minutus
- Крячок білий, Gygis alba
- Крячок строкатий, Onychoprion fuscatus
- Крячок полінезійський, Onychoprion lunatus (A)
- Крячок бурокрилий, Onychoprion anaethetus
- Крячок камчатський, Onychoprion aleuticus (A)
- Крячок малий, Sternula albifrons
- Крячок чорнодзьобий, Gelochelidon nilotica
- Крячок каспійський, Hydroprogne caspia
- Крячок білокрилий, Chlidonias leucopterus
- Крячок білощокий, Chlidonias hybrida
- Крячок рожевий, Sterna dougallii
- Крячок індонезійський, Sterna sumatrana
- Крячок річковий, Sterna hirundo
- Крячок жовтодзьобий, Thalasseus bergii
- Крячок бенгальський, Thalasseus bengalensis
- Крячок китайський, Thalasseus bernsteini

## Фаетоноподібні(Phaethontiformes)

### Родина:Фаетонові(Phaethontidae)
- Фаетон білохвостий, Phaethon lepturus
- Фаетон червонодзьобий, Phaethon aethereus (A)
- Фаетон червонохвостий, Phaethon rubricauda

## Буревісникоподібні(Procellariiformes)

### Родина:Океанникові(Oceanitidae)
- Океанник Вільсона, Oceanites oceanicus
- Океанник білобровий, Pelagodroma marina (A)
- Фрегета чорночерева, Fregetta tropica (A)

### Родина:Качуркові(Hydrobatidae)
- Качурка вилохвоста, Oceanodroma monorhis
- Качурка Матсудайра, Oceanodroma matsudairae

### Родина:Буревісникові(Procellariidae)
- Пінтадо, Daption capense (A)
- Тайфунник реюньйонський, Pterodroma baraui
- Тайфунник галапагоський, Pterodroma phaeopygia (A)
- Тайфунник гавайський, Pterodroma sandwichensis (A)
- Тайфунник білолобий, Pterodroma leucoptera (A)
- Пріон антарктичний, Pachyptila desolata (A)
- Пріон тонкодзьобий, Pachyptila belcheri (A)
- Бульверія тонкодзьоба, Bulweria bulwerii
- Бульверія товстодзьоба, Bulweria fallax
- Тайфунник таїтійський, Pseudobulweria rostrata
- Тайфунник соломонський, Pseudobulweria becki (A)
- Буревісник тихоокеанський, Calonectris leucomelas
- Буревісник світлоногий, Ardenna carneipes
- Буревісник клинохвостий, Ardenna pacificus
- Буревісник сивий, Ardenna grisea
- Буревісник реюньйонський, Puffinus bailloni
- Буревісник Гейнрота, Puffinus heinrothi (A)

## Лелекоподібні(Ciconiiformes)

### Родина:Лелекові(Ciconiidae)
- Лелека-молюскоїд індійський, Anastomus oscitans (A)
- Лелека білошиїй, Ciconia episcopus
- Лелека малазійський, Ciconia stormi
- Ябіру азійський, Ephippiorhynchus asiaticus
- Марабу яванський, Leptoptilos javanicus
- Марабу індійський, Leptoptilos dubius (Ex)
- Лелека-тантал білий, Mycteria cinerea

## Сулоподібні(Suliformes)

### Родина:Фрегатові(Fregatidae)
- Фрегат-арієль, Fregata ariel
- Фрегат малазійський, Fregata andrewsi
- Фрегат тихоокеанський, Fregata minor

### Родина:Сулові(Sulidae)
- Сула жовтодзьоба, Sula dactylatra
- Сула білочерева, Sula leucogaster
- Сула червононога, Sula sula
- Сула чорнокрила, Papasula abbotti

### Родина:Змієшийкові(Anhingidae)
- Змієшийка чорночерева, Anhinga melanogaster
- Змієшийка австралійська, Anhinga novaehollandiae

### Родина:Бакланові(Phalacrocoracidae)
- Баклан строкатий, Microcarbo melanoleucos
- Баклан яванський, Microcarbo niger
- Баклан великий, Phalacrocorax carbo
- Баклан індонезійський, Phalacrocorax sulcirostris

## Пеліканоподібні(Pelecaniformes)

### Родина:Пеліканові(Pelecanidae)
- Пелікан рожевий, Pelecanus onocrotalus
- Пелікан австралійський, Pelecanus conspicillatus
- Пелікан сірий, Pelecanus philippensis (A)

### Родина:Чаплеві(Ardeidae)
- Бугайчик китайський, Ixobrychus sinensis
- Бугайчик австралійський, Ixobrychus dubius
- Бугайчик амурський, Ixobrychus eurhythmus
- Бугайчик рудий, Ixobrychus cinnamomeus
- Бугайчик чорний, Ixobrychus flavicollis
- Бушля лісова, Zonerodius heliosylus
- Чапля сіра, Ardea cinerea
- Чапля білошия, Ardea pacifica
- Чапля суматранська, Ardea sumatrana
- Чапля руда, Ardea purpurea
- Чепура велика, Ardea alba
- Чепура середня, Ardea intermedia
- Чепура австралійська, Egretta novaehollandiae
- Чепура жовтодзьоба, Egretta eulophotes
- Чепура мала, Egretta garzetta
- Чепура тихоокеанська, Egretta sacra
- Чепура строката, Egretta picata
- Чапля єгипетська, Bubulcus ibis
- Чапля китайська, Ardeola bacchus
- Чапля яванська, Ardeola speciosa
- Чапля мангрова, Butorides striata
- Квак звичайний, Nycticorax nycticorax
- Квак каледонський, Nycticorax caledonicus
- Квак японський, Gorsachius goisagi
- Квак малайський, Gorsachius melanolophus

### Родина:Ібісові(Threskiornithidae)
- Коровайка бура, Plegadis falcinellus
- Ібіс сивоперий, Threskiornis melanocephalus
- Ібіс молуцький, Threskiornis molucca
- Ібіс австралійський, Threskiornis spinicollis
- Ібіс білоплечий, Pseudibis davisoni
- Косар королівський, Platalea regia

## Яструбоподібні(Accipitriformes)

### Родина:Скопові(Pandionidae)
- Скопа, Pandion haliaetus

### Родина:Яструбові(Accipitridae)
- Шуліка чорноплечий, Elanus caeruleus
- Pernis celebensis
- Pernis steerei
- Осоїд чубатий, Pernis ptilorhyncus
- Осоїд-довгохвіст новогвінейський, Henicopernis longicauda
- Шуляк азійський, Aviceda jerdoni
- Шуляк австралійський, Aviceda subcristata
- Шуляк чорний, Aviceda leuphotes
- Spilornis rufipectus (E)
- Spilornis kinabaluensis
- Змієїд чубатий, Spilornis cheela
- Змієїд блакитноногий, Circaetus gallicus
- Шуліка-широкорот, Macheiramphus alcinus
- Гарпія новогвінейська, Harpyopsis novaeguineae
- Nisaetus cirrhatus
- Nisaetus floris (E)
- Nisaetus alboniger
- Nisaetus bartelsi (E)
- Nisaetus lanceolatus (E)
- Nisaetus nanus
- Орел-карлик індійський, Lophotriorchis kienerii
- Орел чорний, Ictinaetus malaiensis
- Підорлик великий, Clanga clanga (A)
- Орел-карлик, Hieraaetus pennatus
- Hieraaetus weiskei
- Орел молуцький, Aquila gurneyi
- Орел австралійський, Aquila audax
- Орел-карлик яструбиний, Aquila fasciata
- Канюк білоокий, Butastur teesa (A)
- Канюк рудокрилий, Butastur liventer
- Канюк яструбиний, Butastur indicus
- Лунь очеретяний, Circus aeruginosus (A)
- Circus spilonotus
- Circus spilothorax
- Circus approximans
- Circus assimilis
- Circus melanoleucos
- Яструб чубатий, Accipiter trivirgatus
- Яструб сулавеський, Accipiter griseiceps (E)
- Яструб туркестанський, Accipiter badius
- Яструб китайський, Accipiter soloensis
- Яструб плямистохвостий, Accipiter trinotatus (E)
- Accipiter hiogaster
- Яструб бурий, Accipiter fasciatus
- Яструб чорнокрилий, Accipiter melanochlamys
- Яструб молуцький, Accipiter henicogrammus (E)
- Яструб сіроголовий, Accipiter poliocephalus
- Яструб японський, Accipiter gularis
- Яструб целебеський, Accipiter nanus (E)
- Яструб яванський, Accipiter virgatus
- Яструб рудошиїй, Accipiter erythrauchen (E)
- Яструб австралійський, Accipiter cirrocephalus
- Яструб винногрудий, Accipiter rhodogaster (E)
- Яструб малий, Accipiter nisus (A)
- Яструб папуанський, Accipiter meyerianus
- Яструб Бюргера, Erythrotriorchis buergersi
- Яструб новогвінейський, Megatriorchis doriae
- Шуліка чорний, Milvus migrans
- Haliastur sphenurus
- Шуліка королівський, Haliastur indus
- Орлан білочеревий, Haliaeetus leucogaster
- Орлан-рибалка малий, Icthyophaga humilis
- Орлан-рибалка великий, Icthyophaga ichthyaetus
- Buteo japonicus

## Совоподібні(Strigiformes)

### Родина:Сипухові(Tytonidae)
- Сипуха темно-бура, Tyto tenebricosa
- Сипуха австралійська, Tyto novaehollandiae
- Tyto almae (E)
- Сипуха танімбарська, Tyto sororcula (E)
- Сипуха таліабуйська, Tyto nigrobrunnea (E)
- Сипуха мінагаська, Tyto inexspectata (E)
- Сипуха сулавеська, Tyto rosenbergii (E)
- Сипуха східна, Tyto longimembris
- Сипуха крапчаста, Tyto alba
- Лехуза вухата, Phodilus badius

### Родина:Совові(Strigidae)
- Сплюшка білолоба, Otus sagittatus (A)
- Сплюшка суматранська, Otus rufescens
- Сплюшка флореська, Otus alfredi (E)
- Сплюшка гірська, Otus spilocephalus
- Сплюшка малазійська, Otus brookii
- Сплюшка яванська, Otus angelinae (E)
- Сплюшка атолова, Otus mentawi (E)
- Сплюшка калімантанська, Otus lempiji
- Сплюшка сумбейська, Otus silvicola (E)
- Сплюшка серамська, Otus magicus (E)
- Otus tempestatis (E)
- Сплюшка ринджанська, Otus jolandae (E)
- Сплюшка сулавеська, Otus manadensis (E)
- Otus mendeni (E)
- Сплюшка сангезька, Otus collari (E)
- Сплюшка сіауська, Otus siaoensis (E)
- Сплюшка сулайська, Otus sulaensis (E)
- Сплюшка біяцька, Otus beccarii (E)
- Сплюшка сималурська, Otus umbra (E)
- Сплюшка енганська, Otus enganensis (E)
- Сплюшка східноазійська, Otus sunia
- Пугач суматранський, Bubo sumatranus
- Пугач-рибоїд малазійський, Ketupa ketupu
- Сичик-горобець малий, Taenioptynx brodiei
- Сичик-горобець яванський, Glaucidium castanopterum (E)
- Сова таїландська, (Strix seloputo)
- Сова бура, Strix leptogrammica
- Сова-голконіг руда, Ninox rufa
- Сова-голконіг плямиста, Ninox connivens
- Сова-голконіг плямистоголова, Ninox rudolfi (E)
- Сова-голконіг австралійська, Ninox boobook
- Сова-голконіг роутська, Ninox rotiensis (E)
- Сова-голконіг тиморська, Ninox fusca
- Сова-голконіг алорська, Ninox plesseni (E)
- Сова-голконіг сумбайська, Ninox sumbaensis (E)
- Сова-голконіг далекосхідна, Ninox scutulata
- Сова-голконіг японська, Ninox japonica
- Сова-голконіг брунатна, Ninox randi
- Сова-голконіг вохристочерева, Ninox ochracea (E)
- Сова-голконіг тогіанська, Ninox burhani (E)
- Сова-голконіг індонезійська, Ninox ios (E)
- Сова-голконіг гальмагерська, Ninox hypogramma (E)
- Сова-голконіг буруйська, Ninox forbesi (E)
- Сова-голконіг танімбарська, Ninox forbesi (E)
- Сова-голконіг молуцька, Ninox squamipila (E)
- Сова-голконіг новогвінейська, Ninox theomacha
- Сова-голконіг сулавеська, Ninox punctulata (E)
- Сова папуанська, Uroglaux dimorpha

## Трогоноподібні(Trogoniformes)

### Родина:Трогонові(Trogonidae)
- Трогон яванський, Harpactes reinwardtii (E)
- Трогон суматранський, Harpactes mackloti (E)
- Казунба, Harpactes kasumba
- Трогон борнейський, Harpactes diardii
- Трогон сіроволий, Harpactes whiteheadi
- Трогон чорноголовий, Harpactes orrhophaeus
- Трогон червоногузий, Harpactes duvaucelii
- Трогон червоноголовий, Harpactes erythrocephalus
- Трогон оливковоголовий, Harpactes oreskios

## Bucerotiformes

### Родина:Одудові(Upupidae)
- Одуд, Upupa epops

### Родина:Птахи-носороги(Bucerotidae)
- Калао білочубий, Berenicornis comatus
- Калао довгохвостий, Rhinoplax vigil
- Гомрай великий, Buceros rhinoceros
- Гомрай дворогий, Buceros bicornis
- Калао короткочубий, Anorrhinus galeritus
- Птах-носоріг чорний, Anthracoceros malayanus
- Птах-носоріг малабарський, Anthracoceros albirostris
- Калао сулавеський (Rhyticeros cassidix) (E)
- Калао сумбійський, (Rhyticeros everetti) (E)
- Калао смугастодзьобий, Rhyticeros undulatus
- Калао папуанський, Rhyticeros plicatus
- Калао жовтощокий, Rhabdotorrhinus exarhatus (E)
- Калао білогорлий, Rhabdotorrhinus corrugatus

## Сиворакшоподібні(Coraciiformes)

### Родина:Рибалочкові(Alcedinidae)
- Рибалочка блакитний, Alcedo atthis
- Рибалочка темно-синій, Alcedo meninting
- Рибалочка малазійський, Alcedo peninsulae
- Рибалочка смугастоволий, Alcedo euryzona
- Рибалочка лазуровий, Alcedo coerulescens (E)
- Рибалочка ультрамариновий, Ceyx azureus
- Рибалочка мангровий, Ceyx pusilla
- Рибалочка-крихітка трипалий, Ceyx erithaca
- Рибалочка-крихітка сулавеський, Ceyx fallax (E)
- Рибалочка сулайський, Ceyx wallacii (E)
- Рибалочка-крихітка новогвінейський, Ceyx lepidus (E)
- Рибалочка буруйський, Ceyx cajeli (E)
- Рибалочка папуанський, Ceyx solitarius
- Альціон смугастий, Lacedo pulchella
- Кукабара синьокрила, Dacelo leachii
- Кукабара аруанська, Dacelo tyro
- Кукабара білодзьоба, Dacelo gaudichaud
- Альціон товстодзьобий, Clytoceyx rex
- Альціон сулавеський, Cittura cyanotis (E)
- Cittura sanghirensis (E)
- Гуріал смарагдовокрилий, Pelargopsis capensis
- Гуріал чорнодзьобий, Pelargopsis melanorhyncha (E)
- Альціон вогнистий, Halcyon coromanda
- Альціон білогрудий, Halcyon smyrnensis
- Альціон чорноголовий, Halcyon pileata
- Альціон яванський, Halcyon cyanoventris (E)
- Альціон папуанський, Todiramphus nigrocyaneus
- Альціон лазуровий, Todiramphus diops (E)
- Альціон серамський, Todiramphus lazuli (E)
- Альціон лісовий, Todiramphus macleayii
- Альціон узбережний, Todiramphus sordidus
- Альціон священний, Todiramphus sanctus
- Альціон білошиїй, Todiamphus chloris
- Альціон білоголовий, Todiramphus saurophagus
- Альціон молуцький, Todiramphus funebris (E)
- Альціон талаудський, Todiramphus enigma (E)
- Альціон тиморський, Todiramphus australasia (E)
- Альціон білогузий, Caridonax fulgidus (E)
- Альціон-гачкодзьоб, Melidora macrorrhina
- Альціон малазійський, Actenoides concretus
- Альціон білогорлий, Actenoides monachus (E)
- Альціон імператорський, Actenoides princeps (E)
- Тороторо малий, Syma torotoro
- Тороторо великий, Syma megarhyncha
- Альціон-галатея аруйський, Tanysiptera hydrocharis
- Альціон-галатея великий, Tanysiptera galatea
- Альціон-галатея кофійський, Tanysiptera ellioti (E)
- Альціон-галатея біяцький, Tanysiptera riedelii (E)
- Альціон-галатея синій, Tanysiptera carolinae (E)
- Альціон-галатея рожевогрудий, Tanysiptera nympha
- Альціон-галатея вохристогрудий, Tanysiptera sylvia

### Родина:Бджолоїдкові(Meropidae)
- Бджолоїдка рожевоголова, Nyctyornis amictus
- Бджолоїдка сулавеська, Meropogon forsteni (E)
- Бджолоїдка синьогорла, Merops viridis
- Бджолоїдка синьохвоста, Merops philippinus
- Бджолоїдка райдужна, Merops ornatus
- Бджолоїдка індійська, Merops leschenaulti

### Родина:Сиворакшові(Coraciidae)
- Сиворакша сулавеська, Coracias temminckii (E)
- Широкорот східний, Eurystomus orientalis
- Широкорот молуцький, Eurystomus azureus (E)

## Дятлоподібні(Piciformes)

### Родина:Бородастикові(Megalaimidae)
- Caloramphus hayii
- Барбу, Caloramphus fuliginosus
- Бородастик червоноголовий, Psilopogon haemacephalus
- Бородастик малазійський, Psilopogon duvaucelii
- Бородастик мінливобарвний, Psilopogon australis
- Бородастик чорногорлий, Psilopogon eximius
- Бородастик червоночубий, Psilopogon pyrolophus
- Бородастик вогнистоголовий, Psilopogon rafflesii
- Бородастик червоногорлий, Psilopogon mystacophanos
- Бородастик яванський, Psilopogon javensis (E)
- Бородастик борнейський, Psilopogon pulcherrimus
- Бородастик золотолобий, Psilopogon henricii
- Бородастик вогнистолобий, Psilopogon armillaris (E)
- Бородастик смугастий, Psilopogon lineatus
- Бородастик гірський, Psilopogon monticola
- Бородастик буроголовий, Psilopogon corvinus (E)
- Бородастик жовтовусий, Psilopogon chrysopogon
- Бородастик чорнобровий, Psilopogon oorti

### Родина:Воскоїдові(Indicatoridae)
- Воскоїд малазійський, Indicator archipelagicus

### Родина:Дятлові(Picidae)
- Добаш індійський, Picumnus innominatus
- Добаш малазійський, Sasia abnormis
- Дятел-куцохвіст червоночубий, Hemicircus concretus
- Дятел сулавеський, Yungipicus temminckii (E)
- Дятел малазійський, Yungipicus moluccensis
- Дятел сіролобий, Yungipicus canicapillus
- Dendrocopos analis
- Древняк малий, Blythipicus rubiginosus
- Дятел вогнистий, Reinwardtipicus validus
- Дзьобак індокитайський, Chrysocolaptes guttacristatus
- Дзьобак яванський, Chrysocolaptes strictus (Е)
- Ятла руда, Micropternus brachyurus
- Дятел-коротун бурий, Meiglyptes tukki
- Дятел-коротун смугастокрилий, Meiglyptes tristis
- Дзьобак оливковий, Gecinulus rafflesii
- Дзьобак золотоспинний, Dinopium javanense
- Жовна мала, Picus chlorolophus
- Жовна червонокрила, Picus puniceus
- Picus vittatus
- Жовна сива, Picus canus
- Жовна вогниста, Chrysophlegma miniaceum
- Жовна жовтогорла, Chrysophlegma flavinucha
- Жовна каштановошия, Chrysophlegma mentale
- Торомба сулавеська, Mulleripicus fulvus (E)
- Торомба велика, Mulleripicus pulverulentus
- Dryocopus javensis

## Соколоподібні(Falconiformes)

### Родина:Соколові(Falconidae)
- Сокіл-карлик чорноногий, Microhierax fringillarius
- Сокіл-карлик білолобий, Microhierax latifrons
- Боривітер звичайний, Falco tinnunculus (A)
- Боривітер молуцький, Falco moluccensis (E)
- Боривітер австралійський, Falco cenchroides
- Підсоколик великий, Falco subbuteo (A)
- Підсоколик східний, Falco severus
- Підсоколик австралійський, Falco longipennis
- Сокіл бурий, Falco berigora
- Сапсан, Falco peregrinus

## Папугоподібні(Psittaciformes)

### Родина:Какадові(Cacatuidae)
- Какатоїс-голіаф, Probosciger aterrimus
- Какаду малий, Cacatua sanguinea
- Какаду танімбарський, Cacatua goffiniana (E)
- Какаду короткочубий, Cacatua sulphurea
- Какаду жовточубий, Cacatua galerita
- Какаду молуцький, Cacatua moluccensis (E)
- Какаду білий, Cacatua alba (E)

### Родина:Psittaculidae
- Папуга орлиноголовий, Psittrichas fulgidus
- Папужка-пігмей кайський, Micropsitta keiensis
- Папужка-пігмей бронзовощокий, Micropsitta geelvinkiana (E)
- Папужка-пігмей вохристощокий, Micropsitta pusio
- Папужка-пігмей червоноволий, Micropsitta bruijnii
- Алістер молуцький, Alisterus amboinensis (E)
- Алістер жовтоплечий, Alisterus chloropterus
- Папуга-червонокрил тиморський, Aprosmictus jonquillaceus (E)
- Папуга-червонокрил австралійський, Aprosmictus erythropterus
- Папуга-віхтьохвіст буруйський, Prioniturus mada (E)
- Папуга-віхтьохвіст сулавеський, Prioniturus platurus (E)
- Папуга-віхтьохвіст великий, Prioniturus flavicans (E)
- Папуга зелено-червоний, Eclectus roratus
- Лоріто червоноголовий, Geoffroyus geoffroyi
- Лоріто зеленоголовий, Geoffroyus simplex
- Папуга синьоголовий, Psittinus cyanurus
- Папуга зелено-червоний, Eclectus roratus (E)
- Папуга Крамера, Psittacula krameri (A)
- Папужець рожевоволий, Psittacula alexandri
- Папужець малазійський, Psittacula longicauda
- Папуга-бронзоголов середній, Psittacella picta
- Папуга-бронзоголов великий, Psittacella brehmii
- Папуга-бронзоголов малий, Psittacella modesta
- Папуга-бронзоголов зеленоволий, Psittacella madaraszi
- Папуга-червонодзьоб буруйський, Tanygnathus gramineus (E)
- Папуга-червонодзьоб чорноплечий, Tanygnathus megalorynchos
- Папуга-червонодзьоб лусонський, Tanygnathus lucionensis
- Папуга-червонодзьоб суматранський, Tanygnathus sumatranus (E)
- Лорі-гуа великий, Neopsittacus musschenbroekii
- Лорі-гуа малий, Neopsittacus pullicauda
- Папужка чорнощокий, Cyclopsitta gulielmitertii
- Папужка червонощокий, Cyclopsitta diophthalma
- Папуга клинохвостий, Psittaculirostris desmarestii
- Папуга червоногорлий,Psittaculirostris edwardsii
- Папуга гильвінський, Psittaculirostris salvadorii (E)
- Лорі гірський, Oreopsittacus arfaki
- Лорікет малий, Charminetta wilhelminae
- Лорікет червонолобий, Hypocharmosyna rubronotata
- Лорікет червонобокий, Hypocharmosyna placentis
- Лорікет оливковокрилий, Synorhacma multistriata
- Лорікет буруйський, Charmosynopsis toxopei (E)
- Лорікет вогнистий, Charmosynopsis pulchella
- Лорікет темноголовий, Charmosyna josefinae
- Лорікет папуанський, Charmosyna papou
- Charmosyna stellae
- Лорі чорний, Chalcopsitta atra
- Лорі бурий, Chalcopsitta duivenbodei
- Лорі зелений, Chalcopsitta scintillata
- Лорі жовтоплечий, Lorius garrulus (E)
- Лорі серамський, Lorius domicella (E)
- Лорі трибарвний, Lorius lory
- Лорікет тиморський, Saudareos iris
- Лорікет жовто-зелений, Saudareos flavoviridis (E)
- Saudareos meyeri (E)
- Лорікет сулавеський, Saudareos ornata (E)
- Лорікет чорнодзьобий, Glossoptilus goldiei
- Лорі червоно-синій, Eos histrio (E)
- Лорі фіолетовошиїй, Eos squamata (E)
- Лорі червоний, Eos bornea (E)
- Лорі танімбарський, Eos reticulata (E)
- Лорі чорнокрилий, Eos cyanogenia (E)
- Лорі малий, Eos semilarvata (E)
- Лорі моренговий, Pseudeos fuscata
- Лорікет червоноволий, Trichoglossus forsteni
- Лорікет флореський, Trichoglossus weberi (E)
- Лорікет золотоволий, Trichoglossus capistratus (E)
- Лорікет веселковий, Trichoglossus haematodus
- Лорікет червоношиїй, Trichoglossus rubritorquis
- Лорікет оливковий, Trichoglossus euteles (E)
- Серендак, Loriculus galgulus
- Кориліс діадемовий, Loriculus stigmatus (E)
- Кориліс сулуйський, Loriculus sclateri (E)
- Кориліс молуцький, Loriculus amabilis (E)
- Кориліс сангезький, Loriculus catamene (E)
- Кориліс золотолобий, Loriculus aurantiifrons
- Кориліс сулавеський, Loriculus exilis (E)
- Кориліс жовтогорлий, Loriculus pusillus (E)
- Кориліс флореський, Loriculus flosculus (E)

## Горобцеподібні(Passeriformes)

### Родина:Смарагдорогодзьобові(Calyptomenidae)
- Рогодзьоб смарагдовий, Calyptomena viridis
- Рогодзьоб синьочеревий, Calyptomena hosii
- Рогодзьоб чорногорлий, Calyptomena whiteheadi

### Родина:Рогодзьобові(Eurylaimidae)
- Рогодзьоб червоночеревий, Cymbirhynchus macrorhynchos
- Рогодзьоб довгохвостий, Psarisomus dalhousiae
- Рогодзьоб синьокрилий, Serilophus lunatus
- Рогодзьоб пурпуровий, Eurylaimus javanicus
- Рогодзьоб жовтоокий, Eurylaimus ochromalus
- Рогодзьоб бурий, Corydon sumatranus

### Родина:Пітові(Pittidae)
- Піта червоночерева, Erythropitta erythrogaster
- Піта сангізька, Erythropitta caeruleitorques (E)
- Піта сіауська, Erythropitta palliceps
- Піта сулавеська, Erythropitta celebensis (E)
- Піта сулайська, Erythropitta dohertyi (E)
- Піта північномолуцька, Erythropitta rufiventris
- Піта південномолуцька, Erythropitta rubrinucha
- Піта папуанська Erythropitta macklotii
- Піта суматранська, Erythropitta venusta
- Піта червоноголова, Erythropitta arquata
- Піта гранатова, Erythropitta granatina
- Піта велика, Hydrornis caeruleus
- Піта рудоголова, Hydrornis schneideri (E)
- Піта малазійська, Hydrornis irena
- Піта синьохвоста, Hydrornis guajanus
- Піта золотава, Hydrornis schwaneri
- Піта борнейська, Hydrornis baudii
- Піта синьокрила, Pitta moluccensis
- Піта китайська, Pitta nympha
- Піта чорноголова, Pitta sordida
- Піта-крикун, Pitta versicolor
- Піта-велетень, Pitta maxima (E)
- Піта жовтоброва, Pitta elegans (E)
- Піта мангрова, Pitta megarhyncha

### Родина:Наметникові(Ptilonorhynchidae)
- Нявкун білогорлий, Ailuroedus buccoides
- Нявкун вохристоволий, Ailuroedus stonii
- Нявкун світлоголовий, Ailuroedus geislerorum
- Ailuroedus jobiensis
- Нявкун арфаканський, Ailuroedus arfakianus
- Нявкун чорнощокий, Ailuroedus melanotis
- Паркетник, Archboldia papuensis
- Садороб буроголовий, Amblyornis inornata (E)
- Садороб золоточубий, Amblyornis macgregoriae
- Садороб жовтолобий, Amblyornis flavifrons (E)
- Альтанник золотокрилий, Sericulus aureus
- Альтанник вогнистоголовий, Sericulus ardens
- Ойсея новогвінейська, Chlamydera lauterbachi
- Ойсея сіроголова, Chlamydera cerviniventris

### Родина:Королазові(Climacteridae)
- Королаз папуанський, Cormobates placens

### Родина:Малюрові(Maluridae)
- Малюр довгодзьобий, Sipodotus wallacii
- Малюр рудий, Clytomyias insignis
- Малюр широкодзьобий, Chenorhamphus grayi
- Малюр синій, Malurus cyanocephalus
- Малюр білоплечий, Malurus alboscapulatus

### Родина:Медолюбові(Meliphagidae)
- Медовиця мала, Myza celebensis (E)
- Медовиця велика, Myza sarasinorum (E)
- Медовчик новогвінейський, Pycnopygius ixoides
- Медовчик сірий, Pycnopygius cinereus
- Медовчик темноголовий, Pycnopygius stictocephalus
- Медолюб золотощокий, Oreornis chrysogenys (E)
- Медолюб аруанський, Meliphaga aruensis
- Медолюб білоплямовий, Microptilotis albonotatus
- Медолюб тонкодзьобий, Microptilotis orientalis
- Медолюб великодзьобий, Microptilotis analogus
- Медолюб лісовий, Microptilotis montanus
- Медолюб плямистоволий, Microptilotis mimikae
- Медолюб жовтовусий, Microptilotis flavirictus
- Медолюб граційний, Microptilotis gracilis
- Медолюб тиморський, Territornis reticulata
- Медник чорногорлий, Caligavis subfrenata
- Медник темний, Caligavis obscura
- Медвянець чорний, Melionyx fuscus
- Медвянець короткобородий, Melionyx nouhuysi (E)
- Медвянець рудоволий, Melidectes torquatus
- Медвянець сивоспинний, Melidectes ochromelas
- Медвянець білолобий, Melidectes leucostephes (E)
- Медвянець синьощокий, Melidectes belfordi
- Медвянець жовтобровий, Melidectes rufocrissalis
- Медник різнобарвний, Gavicalis versicolor
- Медолик бурий, Ramsayornis modestus
- Мієлєро білогорлий, Conopophila albogularis
- Медвянчик західний, Melipotes gymnops (E)
- Медвянчик бурий, Melipotes fumigatus
- Медвянчик фойський, Melipotes carolae (E)
- Медвянець новогвінейський, Macgregoria pulchrа
- Медолиз довгодзьобий, Melilestes megarhynchus
- Медолюб-прямодзьоб оливковий, Timeliopsis fulvigula
- Медолюб-прямодзьоб рудий, Timeliopsis griseigula
- Медовичка амбонська, Myzomela blasii (E)
- Медовичка червоногорла, Myzomela eques
- Myzomela simplex (E)
- Myzomela rubrotincta (E)
- Myzomela rubrobrunnea (E)
- Медовичка темна, Myzomela obscura
- Медовичка багряна, Myzomela cruentata
- Медовичка чорна, Myzomela nigrita
- Медовичка ветарська, Myzomela kuehni (E)
- Медовичка алорська, Myzomela prawiradilagae (E)
- Медовичка червоноголова, Myzomela erythrocephala
- Медовичка сумбейська, Myzomela dammermani (E)
- Медовичка острівна, Myzomela irianawidodoae (E)
- Медовичка гірська, Myzomela adolphinae
- Медовичка сулавеська, Myzomela chloroptera (E)
- Медовичка вогниста, Myzomela wakoloensis (E)
- Медовичка білочерева, Myzomela boiei (E)
- Медовичка таліябуська, Myzomela wahe (E)
- Медовичка тиморська, Myzomela vulnerata
- Медовичка червоношия, Myzomela rosenbergii
- Медолюб світлоокий, Glycichaera fallax
- Смужник сірий, Ptiloprora plumbea
- Смужник жовтавий, Ptiloprora meekiana
- Смужник рудобокий, Ptiloprora erythropleura (E)
- Смужник гірський, Ptiloprora mayri
- Смужник великий, Ptiloprora perstriata
- Медовець острівний, Lichmera lombokia (E)
- Медовець оливковий, Lichmera argentauris (E)
- Медовець бурий, Lichmera indistincta
- Медовець мангровий, Lichmera limbata
- Медовець плямистоволий, Lichmera squamata (E)
- Медовець новогвінейський, Lichmera alboauricularis
- Медовець буруйський, Lichmera deningeri (E)
- Медовець серамський, Lichmera monticola (E)
- Медовець тиморський, Lichmera flavicans
- Медовець ветарський, Lichmera notabilis (E)
- Медолюб синьощокий, Entomyzon cyanotis
- Медопійник білогорлий, Melithreptus albogularis
- Медолюб вохристий, Xanthotis flaviventer
- Медолюб плямистий, Xanthotis polygrammus
- Медівник гілолойський, Melitograis gilolensis (E)
- Медівник австралійський, Philemon citreogularis
- Медівник малий, Philemon meyeri
- Медівник тиморський, Philemon inornatus
- Медівник сірощокий, Philemon kisserensis (E)
- Медівник тонкодзьобий, Philemon brassi (E)
- Медівник моротайський Philemon fuscicapillus (E)
- Медівник брунатний, Philemon moluccensis (E)
- Медівник танімбарський, Philemon plumigenis (E)
- Медівник серамський, Philemon subcorniculatus (E)
- Медівник рогодзьобий, Philemon buceroides
- Медівник новогвінейський, Philemon novaeguineae
- Медівник гологоловий, Philemon corniculatus

### Родина:Шиподзьобові(Acanthizidae)
- Товстодзьобка золотолоба, Pachycare flavogrisea
- Папоротчук вохристий, Crateroscelis murina
- Папоротчук рудий, Crateroscelis nigrorufa
- Папоротчук гірський, Crateroscelis robusta
- Кущовик тропічний, Sericornis beccarii
- Кущовик новогвінейський, Sericornis virgatus
- Кущовик великий, Sericornis nouhuysi
- Кущовик малий, Sericornis rufescens (E)
- Кущовик вохристощокий, Sericornis perspicillatus
- Кущовик папуанський, Sericornis papuensis
- Кущовик оливковий, Sericornis arfakianus
- Кущовик світлодзьобий, Sericornis spilodera
- Шиподзьоб новогвінейський, Acanthiza murina
- Ріроріро новогвінейський, Acanthiza cinerea
- Ріроріро сіроголовий, Gerygone chloronota
- Ріроріро вусатий, Gerygone palpebrosa
- Ріроріро біяцький, Gerygone hypoxantha
- Ріроріро жовточеревий, Gerygone chrysogaster
- Ріроріро великодзьобий, Gerygone magnirostris
- Ріроріро золотоволий, Gerygone sulphurea
- Ріроріро білочеревий, Gerygone inornata (E)
- Ріроріро рудий, Gerygone dorsalis
- Ріроріро буроволий, Gerygone ruficollis
- Ріроріро мангровий, Gerygone levigaster

### Родина:Стаднякові(Pomatostomidae)
- Стадняк новогвінейський, Pomatostomus isidorei
- Стадняк білоголовий, Pomatostomus temporalis

### Родина:Чаучилові(Orthonychidae)
- Чаучила папуанська, Orthonyx novaeguineae

### Родина:Cinclosomatidae
- Пішак жовтоокий, Cinclosoma ajax
- Шперкар плямистокрилий, Ptilorrhoa leucosticta
- Шперкар синій, Ptilorrhoa caerulescens
- Шперкар сапфіровий, Ptilorrhoa geislerorum (A)
- Шперкар червоно-синій, Ptilorrhoa castanonota

### Родина:Личинкоїдові(Campephagidae)
- Личинкоїд червоний, Pericrocotus igneus
- Личинкоїд малий, Pericrocotus cinnamomeus
- Личинкоїд сірощокий, Pericrocotus solaris
- Личинкоїд вогнистий, Pericrocotus miniatus (E)
- Личинкоїд флореський, Pericrocotus lansbergei (E)
- Личинкоїд пломенистий, Pericrocotus speciosus
- Личинкоїд сірий, Pericrocotus divaricatus
- Шикачик товстодзьобий, Coracina caeruleogrisea
- Шикачик довгохвостий, Coracina longicauda
- Шикачик строкатий, Coracina bicolor (E)
- Шикачик волошковий, Coracina temminckii (E)
- Шикачик жовтоокий, Coracina lineata
- Шикачик темнокрилий, Coracina boyeri
- Шикачик масковий, Coracina novaehollandiae
- Шикачик чорнолобий, Coracina papuensis
- Шикачик молуцький, Coracina atriceps (E)
- Шикачик смугастий, Coracina striata
- Шикачик чорнощокий, Coracina larvata (E)
- Шикачик яванський, Coracina javensis (E)
- Шикачик сріблистий, Coracina personata
- Шикачик буруйський, Coracina fortis (E)
- Шикачик білогузий, Coracina leucopygia (E)
- Шикачик сизий, Coracina schistacea (E)
- Личинкоїд золотистий, Campochaera sloetii
- Оругеро білокрилий, Lalage sueurii
- Оругеро папуанський, Lalage atrovirens
- Lalage leucoptera (E)
- Оругеро танімбарський, Lalage moesta (E)
- Оругеро смугасточеревий, Lalage leucomela
- Оругеро сулавеський, Lalage leucopygialis (E)
- Оругеро широкобровий, Lalage nigra
- Оругеро червоночеревий, Lalage aurea (E)
- Шикачик карликовий, Lalage fimbriata
- Шикачик гірський, Celebesica abbotti (E)
- Шикачик гальмагерійський, Edolisoma parvulum (E)
- Шикачик чорночеревий, Edolisoma montanum
- Шикачик блідий, Edolisoma ceramense (E)
- Шикачик кейський, Edolisoma dispar (E)
- Шикачик сундайський, Edolisoma dohertyi (E)
- Шикачик чорноплечий, Edolisoma incertum
- Шикачик сулавеський, Edolisoma morio (E)
- Шикачик суланський, Edolisoma sula (E)
- Шикачик тонкодзьобий, Edolisoma tenuirostre
- Шикачик новогвінейський, Edolisoma schisticeps
- Шикачик чорний, Edolisoma melas

### Родина:Баргелеві(Neosittidae)
- Баргель чорний, Daphoenositta miranda
- Daphoenositta papuensis

### Родина:Psophodidae
- Флейтист зелений, Androphobus viridis (E)

### Родина:Eulacestomidae
- Коральничик, Eulacestoma nigropectus

### Родина:Oreoicidae
- Свистун жовтобородий, Aleadryas rufinucha
- Пітогу чубатий, Ornorectes cristatus

### Родина:Ягодоїдові(Paramythiidae)
- Ягодоїд жовтощокий, Oreocharis arfaki
- Ягодоїд чубатий, Paramythia montium
- Paramythia olivacea

### Родина:Віреонові(Vireonidae)
- Янчик білобровий, Pteruthius flaviscapis (E)
- Янчик рододендровий, Pteruthius aeralatus
- Янчик рудолобий, Pteruthius aenobarbus (E)
- Югина зеленоспинна, Erpornis zantholeuca

### Родина:Свистунові(Pachycephalidae)
- Пітогу рудий, Pseudorectes ferrugineus
- Пітогу білочеревий, Pseudorectes incertus
- Ядлівчак сірий, Colluricincla harmonica
- Ядлівчак бурий, Colluricincla tenebrosa
- Ядлівчак лісовий, Colluricincla megarhyncha
- Ядлівчак оливковий, Colluricincla affinis (E)
- Ядлівчак затоковий, Colluricincla obscura (E)
- Ядлівчак австралійський, Colluricincla rufogaster
- Пітогу чорний, Melanorectes nigrescens
- Ядлівчак сангезький, Coracornis sanghirensis (E)
- Свистун целебеський, Coracornis raveni (E)
- Свистун гологорлий, Pachycephala nudigula (E)
- Свистун тиморський, Pachycephala orpheus
- Свистун королівський, Pachycephala schlegelii
- Свистун гірський, Pachycephala meyeri (E)
- Свистун зеленоспинний, Pachycephala soror
- Свистун сундайський, Pachycephala fulvotincta (E)
- Свистун серамський, Pachycephala macrorhyncha
- Свистун молуцький, Pachycephala mentalis (E)
- Свистун балімський, Pachycephala balim
- Свистун мангровий, Pachycephala melanura
- Свистун високогірний, Pachycephala lorentzi
- Свистун жовтоспинний, Pachycephala aurea
- Свистун борнейський, Pachycephala hypoxantha
- Свистун жовточеревий, Pachycephala sulfuriventer] (E)
- Свистун сірий, Pachycephala cinerea
- Свистун береговий, Pachycephala phaionota (E)
- Свистун біяцький, Pachycephala melanorhyncha (E)
- Свистун іржастий, Pachycephala hyperythra
- Свистун бурий, Pachycephala simplex
- Свистун садовий, Pachycephala arctitorquis (E)
- Свистун вохристий, Pachycephala griseonota (E)
- Свистун сизий, Pachycephala leucogastra
- Свистун чорноголовий, Pachycephala monacha

### Родина:Вивільгові(Oriolidae)
- Пітогу темноголовий, Pitohui dichrous
- Пітогу острівний, Pitohui cerviniventris (E)
- Пітогу іржастий, Pitohui kirhocephalus
- Пітогу папуанський, Pitohui uropygialis
- Вивільга оливковоголова, Oriolus melanotis (E)
- Вивільга вохриста, Oriolus bouroensis (E)
- Вивільга танімбарська, Oriolus decipiens (E)
- Вивільга серамська, Oriolus forsteni (E)
- Вивільга гальмагерська, Oriolus phaeochromus (E)
- Вивільга бура, Oriolus szalayi
- Вивільга оливкова, Oriolus sagittatus
- Вивільга мангрова, Oriolus flavocinctus
- Вивільга смугасточерева, Oriolus xanthonotus
- Вивільга чорноголова, Oriolus chinensis
- Вивільга східна, Oriolus xanthornus
- Вивільга чорна, Oriolus hosii
- Вивільга червоногруда, Oriolus cruentus
- Телюга ветарська, Sphecotheres hypoleucus (E)
- Телюга тиморська, Sphecotheres viridis (E)
- Телюга австралійська, Sphecotheres vieilloti

### Родина:Machaerirhynchidae
- Совкодзьоб чорноволий, Machaerirhynchus nigripectus
- Совкодзьоб жовтобровий, Machaerirhynchus flaviventer

### Родина:Ланграйнові(Artamidae)
- Ланграйн білоспинний, Artamus monachus (E)
- Ланграйн великий, Artamus maximus
- Ланграйн білогрудий, Artamus leucorynchus
- Ланграйн чорнощокий, Artamus cinereus
- Біловух гірський, Peltops montanus
- Біловух лісовий, Peltops blainvillii
- Сорочиця чорноспинна, Cracticus mentalis
- Сорочиця новогвінейська, Cracticus cassicus
- Сорочиця чорна, Cracticus quoyi
- Сорочиця велика, Gymnorhina tibicen

### Родина:Rhagologidae
- Лускавник, Rhagologus leucostigma

### Родина:Вангові(Vangidae)
- Ванговець великий, Tephrodornis gularis
- Личинколюб білокрилий, Hemipus picatus
- Личинколюб чорнокрилий, Hemipus hirundinaceus
- Філентома рудокрила, Philentoma pyrhoptera
- Філентома чорнощока, Philentoma velata

### Родина:Щетинкоголовові(Pityriasidae)
- Щетинкоголов, Pityriasis gymnocephala[1][2]

### Родина:Йорові(Aegithinidae)
- Йора чорнокрила, Aegithina tiphia
- Йора зелена, Aegithina viridissima

### Родина:Віялохвісткові(Rhipiduridae)
- Дронго папуанський, Chaetorhynchus papuensis
- Монарх-довгохвіст сангезький, Eutrichomyias rowleyi (E)
- Віялохвістка чорна, Rhipidura atra
- Віялохвістка малазійська, Rhipidura perlata
- Віялохвістка рудохвоста, Rhipidura fuscorufa (E)
- Віялохвістка північна, Rhipidura rufiventris
- Віялохвістка буроголова, Rhipidura diluta (E)
- Віялохвістка плямистовола, Rhipidura threnothorax
- Віялохвістка біловуса, Rhipidura maculipectus
- Віялохвістка білочерева, Rhipidura leucothorax
- Віялохвістка чорноряба, Rhipidura leucophrys
- Віялохвістка строката, Rhipidura javanica
- Віялохвістка білогорла, Rhipidura albicollis
- Віялохвістка рудогуза, Rhipidura phoenicura (E)
- Віялохвістка яванська, Rhipidura euryura (E)
- Віялохвістка мала, Rhipidura rufidorsa
- Віялохвістка папуанська, Rhipidura brachyrhyncha
- Віялохвістка целебеська, Rhipidura teysmanni
- Віялохвістка таліабуйська, Rhipidura sulaensis
- Віялохвістка буруйська, Rhipidura superflua (E)
- Віялохвістка серамська, Rhipidura dedemi (E)
- Віялохвістка танімбарська, Rhipidura opistherythra (E)
- Віялохвістка рудолоба, Rhipidura rufifrons
- Віялохвістка арафурська, Rhipidura dryas
- Віялохвістка сірочерева, Rhipidura albolimbata
- Віялохвістка рудочерева, Rhipidura hyperythra
- Віялохвістка мангрова, Rhipidura phasiana

### Родина:Дронгові(Dicruridae)
- Дронго чорний, Dicrurus macrocercus
- Дронго сірий, Dicrurus leucophaeus
- Дронго великодзьобий, Dicrurus annectens
- Дронго бронзовий, Dicrurus aeneus
- Дронго малий, Dicrurus remifer
- Дронго лірохвостий, Dicrurus hottentottus
- Дронго гірський, Dicrurus montanus (E)
- Дронго суматранський, Dicrurus sumatranus (E)
- Дронго середній, Dicrurus densus (E)
- Дронго волохатий, Dicrurus bracteatus
- Дронго великий, Dicrurus paradiseus

### Родина:Дивоптахові(Paradisaeidae)
- Дивоптах бурокрилий, Lycocorax pyrrhopterus (E)
- Lycocorax obiensis (E)
- Манукодія гриваста, Phonygammus keraudrenii
- Манукодія зеленовола, Manucodia chalybatus
- Манукодія мала, Manucodia jobiensis
- Манукодія чорна, Manucodia ater
- Дивоптах строкатий, Pteridophora alberti
- Паротія королівська, Parotia carolae
- Паротія фойська, Parotia berlepschi (A)
- Паротія чорна, Parotia sefilata (E)
- Чароптах, Seleucidis melanoleucus
- Дивоптах-серподзьоб східний, Drepanornis albertisi
- Дивоптах-серподзьоб західний, Drepanornis bruijnii
- Вимпельник, Semioptera wallacii (E)
- Оздобник західний, Lophorina niedda (E)
- Оздобник зеленоволий, Lophorina superba
- Оздобник великий, Ptiloris magnificus
- Оздобник східний, Ptiloris intercedens
- Дивоптах-шилодзьоб чорний, Epimachus fastuosus
- Дивоптах-шилодзьоб бурий, Epimachus meyeri
- Шоломник довгохвостий, Paradigalla carunculata (E)
- Шоломник короткохвостий, Paradigalla brevicauda
- Астрапія ошатна, Astrapia splendidissima
- Астрапія чорна, Astrapia nigra (E)
- Астрапія білохвоста, Astrapia mayeri
- Дивоптах королівський, Cicinnurus regius
- Дивоптах-білозір синьоголовий, Cicinnurus respublica (E)
- Дивоптах-білозір золотоспинний, Cicinnurus magnificus
- Дивоптах червонохвостий, Paradisaea rubra (E)
- Дивоптах малий, Paradisaea minor
- Дивоптах рудохвостий, Paradisaea raggiana (A)
- Дивоптах великий, Paradisaea apoda

### Родина:Іфритові(Ifritidae)
- Синьоголовка, Ifrita kowaldi[3][4]

### Родина:Монархові(Monarchidae)
- Монаршик гіацинтовий, Hypothymis azurea
- Монаршик малий, Hypothymis puella (E)
- Монарх-довгохвіст рудий, Terpsiphone cinnamomea
- Монарх-довгохвіст чорний, Terpsiphone atrocaudata (A)
- Монарх-довгохвіст амурський, Terpsiphone incei
- Terpsiphone affinis
- Terpsiphone floris (E)
- Монарх білокрилий, Carterornis pileatus (E)
- Carterornis castus (E)
- Монарх золотий, Carterornis chrysomela
- Монарх сіроголовий, Monarcha cinerascens
- Монарх масковий, Monarcha melanopsis
- Монарх чорнокрилий, Monarcha frater
- Монарх вохристий, Monarcha rubiensis
- Монарх чорний, Symposiachrus axillaris
- Монарх флореський, Symposiachrus sacerdotum (E)
- Монарх боанайський, Symposiachrus boanensis (E)
- Монарх рудоволий, Symposiachrus trivirgatus
- Монарх молуцький, Symposiachrus bimaculatus (E)
- Монарх кайський, Symposiachrus leucurus (E)
- Монарх білогузий, Symposiachrus everetti (E)
- Монарх буруйський, Symposiachrus loricatus (E)
- Монарх кофійський, Symposiachrus julianae (E)
- Монарх біяцький, Symposiachrus brehmii (E)
- Монарх новогвінейський, Symposiachrus manadensis
- Монарх танімбарський, Symposiachrus mundus (E)
- Монарх чорнощокий, Symposiachrus guttula
- Монарх-голоок південний, Arses telescopthalmus
- Монарх-голоок північний, Arses insularis
- Скунда австралійська, Grallina cyanoleuca
- Скунда новогвінейська, Grallina bruijni
- Міагра чорна, Myiagra atra (E)
- Міагра молуцька, Myiagra galeata (E)
- Міагра сріблиста, Myiagra rubecula
- Міагра рудошия, Myiagra ruficollis
- Міагра строката, Myiagra cyanoleuca
- Міагра білогорла, Myiagra inquieta (A)
- Міагра новогвінейська, Myiagra nana
- Міагра блискучопера, Myiagra alecto

### Родина:Melampittidae
- Чорняк малий, Melampitta lugubris
- Чорняк великий, Melampitta gigantea

### Родина:Platylophidae(інші мови)
- Сойка чубата, Platylophus galericulatus

### Родина:Сорокопудові(Laniidae)
- Сорокопуд тигровий, Lanius tigrinus
- Сорокопуд сибірський, Lanius cristatus
- Сорокопуд довгохвостий, Lanius schach

### Родина:Воронові(Corvidae)
- Сорока чорна, Platysmurus leucopterus
- Platysmurus aterrimus(інші мови)
- Циса зелена, Cissa chinensis
- Циса острівна, Cissa thalassina
- Циса борнейська, Cissa jefferyi
- Вагабунда бронзова, Dendrocitta occipitalis (E)
- Вагабунда борнейська, Dendrocitta cinerascens
- Вагабунда чорна, Crypsirina temia
- Ворона індійська, Corvus splendens
- Ворона бангайська, Corvus unicolor (E)
- Ворона довгодзьоба, Corvus enca
- Ворона серамська, Corvus violaceus
- Ворона білошия, Corvus typicus (E)
- Ворона флореська, Corvus florensis (E)
- Ворона молуцька, Corvus validus (E)
- Ворона буроголова, Corvus fuscicapillus (E)
- Ворона новогвінейська, Corvus tristis
- Ворона великодзьоба, Corvus macrorhynchos
- Ворона австралійська, Corvus orru

### Родина:Cnemophilidae
- Лорія чорна, Cnemophilus loriae
- Лорія вогниста, Cnemophilus macgregorii
- Лорія жовточерева, Loboparadisea sericea

### Родина:Фруктоїдові(Melanocharitidae)
- Фруктоїд оливковий, Melanocharis arfakiana
- Фруктоїд чорний, Melanocharis nigra
- Фруктоїд жовточеревий, Melanocharis longicauda
- Фруктоїд віялохвостий, Melanocharis versteri
- Фруктоїд смугастогрудий, Melanocharis striativentris
- Фруктоїд товстодзьобий, Melanocharis crassirostris
- Фруктоїд-довгодзьоб жовточеревий, Toxorhamphus novaeguineae
- Фруктоїд-довгодзьоб сірогорлий, Toxorhamphus poliopterus
- Нектаролюб сірочеревий, Oedistoma iliolophus
- Нектаролюб-крихітка, Oedistoma pygmaeum

### Родина:Тоутоваєві(Petroicidae)
- Чиркач великий, Amalocichla sclateriana
- Чиркач малий, Amalocichla incerta
- Гвінейниця річкова, Monachella muelleriana
- Гвінейниця танімбарська, Microeca hemixantha (E)
- Гвінейниця жовтогруда, Microeca flavigaster
- Гвінейниця жовтонога, Microeca griseoceps
- Гвінейниця оливкова, Microeca flavovirescens
- Гвінейниця канаркова, Microeca papuana
- Тоутоваї рудоспинний, Eugerygone rubra
- Тоутоваї лісовий, Petroica bivittata
- Тоутоваї скельний, Petroica archboldi (E)
- Висвистувач північний, Tregellasia leucops
- Королець мангровий, Eopsaltria pulverulenta
- Королець широкобровий, Poecilodryas brachyura
- Королець строкатий, Poecilodryas hypoleuca
- Королець оливковий, Poecilodryas placens
- Королець чорноволий, Poecilodryas albonotata
- Королець-чернець білокрилий, Peneothello sigillata
- Королець-чернець сірий, Peneothello cryptoleuca (E)
- Королець-чернець білогузий, Peneothello bimaculata
- Королець-чернець сизий, Peneothello cyanus
- Королець попелястий, Heteromyias albispecularis
- Тоутоваї-світлоок зеленоспинний, Pachycephalopsis hattamensis
- Тоутоваї-світлоок сірий, Pachycephalopsis poliosoma
- Кракор папуанський, Drymodes beccarii

### Родина:Флейтистові(Eupetidae)
- Флейтист малазійський, Eupetes macrocerus

### Родина:Stenostiridae
- Канарниця сіроголова, Culicicapa ceylonensis
- Канарниця золотиста, Culicicapa helianthea

### Родина:Синицеві(Paridae)
- Синиця золоточуба, Melanochlora sultanea
- Синиця південноазійська, Parus cinereus

### Родина:Жайворонкові(Alaudidae)
- Фірлюк яванський, Mirafra javanica

### Родина:Тамікові(Cisticolidae)
- Кравчик довгохвостий, Orthotomus sutorius
- Кравчик чорноволий, Orthotomus atrogularis
- Кравчик рудощокий, Orthotomus ruficeps
- Кравчик яванський, Orthotomus sepium (E)
- Кравчик рудохвостий, Orthotomus sericeus
- Принія бура, Prinia polychroa
- Принія білоброва, Prinia superciliaris
- Принія смугастокрила, Prinia familiaris (E)
- Принія жовточерева, Prinia flaviventris
- Принія вохристобока, Prinia inornata
- Таміка віялохвоста, Cisticola juncidis
- Таміка золотоголова, Cisticola exilis

### Родина:Очеретянкові(Acrocephalidae)
- Очеретянка чорноброва, Acrocephalus bistrigiceps (A)
- Очеретянка східна, Acrocephalus orientalis
- Очеретянка південна, Acrocephalus stentoreus
- Очеретянка австралійська, Acrocephalus australis

### Родина:Кобилочкові(Locustellidae)
- Матата очеретяна, Poodytes albolimbatus
- Матата мала, Poodytes gramineus
- Малія, Malia grata (E)
- Тиморія, Cincloramphus bivittatus
- Матата руда, Cincloramphus timoriensis
- Матата папуанська, Cincloramphus macrurus
- Матата болотяна, Megalurus palustris
- Кобилочка тайгова, Helopsaltes fasciolatus
- Кобилочка сахалінська, Helopsaltes amnicola
- Кобилочка співоча, Helopsaltes certhiola
- Кобилочка охотська, Helopsaltes ochotensis (A)
- Кобилочка плямиста, Locustella lanceolata
- Куцокрил каштановий, Locustella castanea (E)
- Кобилочочка серамська, Locustella musculus (E)
- Кобилочочка таліябуська, Locustella portenta (E)
- Кобилочочка буруйська, Locustella disturbans (E)
- Куцокрил яванський, Locustella montis (E)

### Родина:Pnoepygidae
- Тимелія-куцохвіст мала, Pnoepyga pusilla

### Родина:Ластівкові(Hirundinidae)
- Ластівка берегова, Riparia riparia (A)
- Ластівка сільська, Hirundo rustica
- Ластівка південноазійська, Hirundo tahitica
- Ластівка даурська, Cecropis daurica
- Ластівка синьоголова, Cecropis striolata
- Ясківка тасманійська, Petrochelidon ariel
- Ясківка лісова, Petrochelidon nigricans
- Ластівка азійська, Delichon dasypus

### Родина:Бюльбюлеві(Pycnonotidae)
- Бюльбюль білоплечий, Microtarsus melanoleucos
- Бюльбюль рудий, Euptilotus eutilotus
- Бюльбюль чорноголовий, Brachypodius melanocephalos
- Бюльбюль цитриновий, Brachypodius nieuwenhuisii
- Бюльбюль золотоокий, Ixodia erythropthalmos
- Бюльбюль сірочеревий, Ixodia cyaniventris
- Бюльбюль рябогрудий, Ixodia squamata
- Бюльбюль рудогорлий, Rubigula dispar (E)
- Бюльбюль борнейський, Rubigula montis
- Бюльбюль жовтоголовий, Pycnonotus zeylanicus
- Бюльбюль золотогузий, Alcurus tympanistrigus (E)
- Бюльбюль червоногузий, Pycnonotus jocosus (I)
- Бюльбюль індокитайський, Pycnonotus aurigaster
- Бюльбюль короткодзьобий, Pycnonotus snouckaerti (E)
- Бюльбюль золотобровий, Pycnonotus bimaculatus (E)
- Pycnonotus leucops
- Бюльбюль широкобровий, Pycnonotus goiavier
- Бюльбюль оливковокрилий, Pycnonotus plumosus
- Бюльбюль малазійський, Pycnonotus pseudosimplex
- Бюльбюль світлоокий, Pycnonotus simplex
- Бюльбюль бурий, Pycnonotus brunneus
- Оливник волохатий, Tricholestes criniger
- Бюльбюль гачкодзьобий, Setornis criniger
- Бюльбюль-бородань бурий, Alophoixus ochraceus
- Бюльбюль-бородань сірощокий, Alophoixus bres (E)
- Бюльбюль-бородань жовточеревий, Alophoixus phaeocephalus
- Alophoixus tephrogenys
- Alophoixus ruficrissus
- Оливник північний, Hypsipetes longirostris (E)
- Оливник буруйський, Hypsipetes mysticalis (E)
- Оливник золотохвостий, Hypsipetes affinis (E)
- Бюльбюль-бородань карликовий, Iole finschii
- Оливник малазійський, Iole crypta
- Оливник білогорлий, Iole charlottae
- Бюльбюль смугастий, Hemixos leucogrammicus (E)
- Оливник сірий, Hemixos cinereus
- Ixos virescens (E)
- Ixos sumatranus (E)
- Оливник смугастоволий, Ixos malaccensis

### Родина:Вівчарикові(Phylloscopidae)
- Вівчарик лісовий, Phylloscopus inornatus
- Вівчарик оливковий, Phylloscopus coronatus
- Вівчарик японський, Phylloscopus xanthodryas
- Вівчарик шелюговий, Phylloscopus borealis
- Вівчарик камчатський, Phylloscopus examinandus
- Скриточуб іржастоголовий, Phylloscopus castaniceps
- Скриточуб жовтогрудий, Phylloscopus montis
- Скриточуб білочеревий, Phylloscopus grammiceps (E)
- Вівчарик гірський, Phylloscopus trivirgatus
- Вівчарик білогорлий, Phylloscopus presbytes
- Phylloscopus floresianus (E)
- Вівчарик роутський, Phylloscopus rotiensis (E)
- Вівчарик целебеський, Phylloscopus sarasinorum (E)
- Вівчарик чагарниковий, Phylloscopus nesophilus (E)
- Вівчарик нумфорський, Phylloscopus maforensis (E)
- Вівчарик біяцький, Phylloscopus misoriensis (E)
- Вівчарик новогвінейський, Phylloscopus poliocephalus

### Родина:Cettiidae
- Очеретянка-куцохвіст тиморська, Urosphena subulata (E)
- Очеретянка-куцохвіст борнейська, Urosphena whiteheadi
- Тезія яванська, Tesia superciliaris (E)
- Тезія рудоголова, Tesia everetti (E)
- Війчик білобровий, Abroscopus superciliaris
- Кравчик гірський, Phyllergates cuculatus
- Очеретянка іржастоголова, Horornis carolinae (E)
- Очеретянка сундайська, Horornis vulcanius

### Родина:Довгохвостосиницеві(Aegithalidae)
- Ополовник-крихітка, Aegithalos exilis (E)

### Родина:Окулярникові(Zosteropidae)
- Стафіда борнейська, Staphida everetti
- Окулярець жовточеревий, Heleia javanica (E)
- Окулярець малий, Heleia squamiceps (E)
- Окулярець серамський, Heleia pinaiae (E)
- Окулярець жовтобровий, Heleia superciliaris (E)
- Окулярець чубатий, Heleia dohertyi (E)
- Окулярець-крихітка, Heleia squamifrons
- Гелея великодзьоба, Heleia crassirostris (E)
- Гелея строкатогруда, Heleia muelleri
- Окулярник рудолобий, Heleia wallacei (E)
- Окулярець манузельський, Tephrozosterops stalkeri (E)
- Чорноок, Zosterops emiliae
- Окулярник малазійський, Zosterops auriventer
- Окулярник яванський, Zosterops melanurus (E)
- Окулярник японський, Zosterops japonicus
- Окулярник китайський, Zosterops simplex
- Окулярник темноголовий, Zosterops atricapilla
- Окулярник сірогрудий, Zosterops everetti
- Окулярник жовтий, Zosterops flavus (E)
- Окулярник цитриновий, Zosterops chloris (E)
- Окулярник сумбейський, Zosterops citrinella
- Окулярник великокейський, Zosterops grayi (E)
- Окулярник малокейський, Zosterops uropygialis (E)
- Окулярник целебеський, Zosterops consobrinorum (E)
- Окулярник садовий, Zosterops anomalus (E)
- Окулярник золотогорлий, Zosterops atrifrons (E)
- Окулярник тогіанський, Zosterops somadikartai (E)
- Окулярник сангезький, Zosterops nehrkorni (E)
- Окулярник серамський, Zosterops stalkeri (E)
- Окулярник біловолий, Zosterops atriceps (E)
- Окулярник моротайський, Zosterops dehaani (E)
- Окулярник вакатобський, Zosterops flavissimus (E)
- Окулярник малий, Zosterops minor
- Окулярник біяцький, Zosterops mysorensis (E)
- Окулярник оливковий, Zosterops fuscicapilla
- Окулярник буруйський, Zosterops buruensis (E)
- Окулярник амбонський, Zosterops kuehni (E)
- Окулярник новогвінейський, Zosterops novaeguineae

### Родина:Тимелієві(Timaliidae)
- Тимелія червоноголова, Timalia pileata
- Синчівка жовточерева, Mixornis gularis
- Синчівка смугастовола, Mixornis bornensis
- Синчівка сірощока, Mixornis flavicollis (E)
- Синчівка чорногорла, Macronus ptilosus
- Тимелія-темнодзьоб золотиста, Cyanoderma chrysaeum
- Тимелія-темнодзьоб мала, Cyanoderma erythropterum
- Cyanoderma bicolor
- Тимелія-темнодзьоб чорносмуга, Cyanoderma melanothorax (E)
- Тимелія-темнодзьоб рудолоба, Cyanoderma rufifrons
- Тимелія-криводзьоб каштанова, Pomatorhinus montanus (E)
- Pomatorhinus bornensis
- Тимелія-темнодзьоб білогруда, Stachyris grammiceps (E)
- Тимелія-темнодзьоб чорногорла, Stachyris nigricollis
- Тимелія-темнодзьоб рудогуза, Stachyris maculata
- Тимелія-темнодзьоб вохриста, Stachyris nigriceps
- Тимелія-темнодзьоб світлоока, Stachyris poliocephala
- Тимелія-темнодзьоб сірощока, Stachyris leucotis
- Тимелія-темнодзьоб біловола, Stachyris thoracica (E)
- Тимелія-темнодзьоб червоногруда, Stachyris strialata
- Чагарниця чорна, Melanocichla lugubris
- Чагарниця червонодзьоба, Melanocichla calva

### Родина:Pellorneidae
- Тимелія вусата, Malacopteron magnirostre
- Тимелія темноголова, Malacopteron affine
- Тимелія червонолоба, Malacopteron cinereum
- Тимелія рудоголова, Malacopteron magnum
- Тимелія білоброва, Malacopteron albogulare
- Баблер білобровий, Pellorneum capistratum (E)
- Pellorneum nigrocapitatum
- Pellorneum capistratoides
- Баблер суматранський, Pellorneum buettikoferi (E)
- Баблер темноголовий, Pellorneum pyrrogenys
- Тордина сірощока, Pellorneum malaccense
- Джунгляк мангровий, Pellorneum rostratum
- Джунгляк білогорлий, Pellorneum celebense (E)
- Джунгляк рудий, Pellorneum bicolor
- Кенопа, Kenopia striata
- Турдинула світлоброва, Napothera epilepidota
- Баблер вусатий, Napothera albostriata
- Тимелійка борнейська, Ptilocichla leucogrammica
- Тордина бура, Malacocincla abbotti
- Тордина товстодзьоба, Malacocincla sepiaria
- Тордина чорноброва, Malacocincla perspicillata (E)
- Ратина сірочерева, Turdinus macrodactylus
- Ратина борнейська, Turdinus atrigularis
- Ратина рудощока, Turdinus marmoratus
- Турдинула гірська, Gypsophila crassa
- Ратина суматранська, Gypsophila rufipectus (E)

### Родина:Alcippeidae
- Альципа бурохвоста, Alcippe brunneicauda
- Альципа яванська, Alcippe pyrrhoptera (E)

### Родина:Leiothrichidae
- Чагарниця сіроголова, Garrulax palliatus
- Чагарниця рудолоба, Garrulax rufifrons (E)
- Чагарниця двоколірна, Garrulax bicolor (E)
- Чагарниця каштановоголова, Pterorhinus mitratus
- Чагарниця жовтодзьоба, Pterorhinus treacheri
- Сибія довгохвоста, Heterophasia picaoides
- Мезія сріблястощока, Leiothrix argentauris
- Сибія яванська, Laniellus albonotatus (E)

### Родина:Повзикові(Sittidae)
- Повзик червонодзьобий, Sitta frontalis
- Повзик блакитний, Sitta azurea

### Родина:Шпакові(Sturnidae)
- Майна сулавеська, Enodes erythrophris (E)
- Майна товстодзьоба, Scissirostrum dubium (E)
- Шпак-малюк блискотливий, Aplonis metallica
- Шпак-малюк жовтоокий, Aplonis mystacea
- Шпак-малюк тенімбарський, Aplonis crassa (E)
- Шпак-малюк довгохвостий, Aplonis magna (E)
- Шпак-малюк новогвінейський, Aplonis cantoroides
- Шпак-малюк філіпінський, Aplonis panayensis
- Шпак-малюк молуцький, Aplonis mysolensis (E)
- Шпак-малюк короткохвостий, Aplonis minor
- Шпак-білощок целебеський, Basilornis celebensis (E)
- Шпак-білощок бангайський, Basilornis galeatus (E)
- Шпак-білощок серамський, Basilornis corythaix (E)
- Майна целебеська, Streptocitta albicollis (E)
- Майна сулайська, Streptocitta albertinae (E)
- Міно золотощокий, Mino dumontii
- Міно золотоволий, Mino anais
- Gracula religiosa
- Бео енганський, Gracula enganensis (E)
- Бео великий, Gracula robusta (E)
- Шпак рожевий, Pastor roseus (A)
- Шпак даурський, Agropsar sturninus
- Шпак японський, Agropsar philippensis
- Шпак строкатий, Gracupica contra
- Шпак балійський, Leucopsar rothschildi (E)
- Майна індійська, Acridotheres tristis
- Майна чорнокрила, Acridotheres melanopterus (E)
- Майна джунглева, Acridotheres fuscus (I)
- Майна яванська, Acridotheres javanicus (E)
- Майна світлочерева, Acridotheres cinereus (E)

### Родина:Дроздові(Turdidae)
- Дрізд целебеський, Zoothera heinrichi (E)
- Квічаль борнейський, Zoothera everetti
- Квічаль індонезійський, Zoothera andromedae
- Квічаль строкатий, Zoothera dauma
- Квічаль буроволий, Zoothera heinei
- Квічаль вохристоволий, Zoothera machiki (E)
- Перкач, Turdus turdoides (E)
- Трилер, Chlamydochaera jefferyi
- Кохоа сапфіровий, Cochoa beccarii (E)
- Кохоа синій, Cochoa azurea (E)
- Квічаль сибірський, Geokichla sibirica
- Квічаль бурий, Geokichla dumasi (E)
- Квічаль серамський, Geokichla joiceyi (E)
- Квічаль рудоголовий, Geokichla interpres
- Квічаль енганський, Geokichla leucolaema (E)
- Квічаль чорношиїй, Geokichla dohertyi (E)
- Квічаль тиморський, Geokichla peronii
- Квічаль танімбарський, Geokichla schistacea (E)
- Квічаль целебеський, Geokichla erythronota (E)
- Квічаль іржастий, Geokichla mendeni (E)
- Квічаль вогнистоголовий, Geokichla citrina
- Дрізд вузькобровий, Turdus obscurus
- Дрізд мінливоперий, Turdus poliocephalus

### Родина:Мухоловкові(Muscicapidae)
- Мухоловка далекосхідна, Muscicapa griseisticta
- Мухоловка сибірська, Muscicapa sibirica
- Мухоловка руда, Muscicapa ferruginea
- Мухоловка бура, Muscicapa dauurica
- Мухоловка сумбійська, Muscicapa segregata (E)
- Мухоловка сулавеська, Muscicapa sodhii (E)
- Мухоловка індокитайська, Muscicapa williamsoni
- Шама індійська, Copsychus saularis
- Шама рудохвоста, Copsychus pyrropygus
- Шама білогуза, Copsychus malabaricus
- Шама білоголова, Copsychus stricklandii
- Мухоловка малазійська, Anthipes solitaris
- Нільтава білохвоста, Leucoptilon concretum
- Нільтава мінгаська, Cyornis sanfordi (E)
- Нільтава целебеська, Cyornis hoevelli (E)
- Нільтава гіацинтова, Cyornis hyacinthinus
- Нільтава західна, Cyornis ruckii (E)
- Нільтава лазурова, Cyornis unicolor
- Нільтава гірська, Cyornis banyumas (E)
- Cyornis montanus
- Нільтава великодзьоба, Cyornis caerulatus
- Нільтава блакитногорла, Cyornis turcosus
- Нільтава борнейська, Cyornis superbus
- Нільтава атолова, Cyornis djampeanus (E)
- Нільтава індокитайська, Cyornis sumatrensis
- Нільтава мангрова, Cyornis rufigastra
- Cyornis omissus (E)
- Джунглівниця сіровола, Cyornis umbratilis
- Джунглівниця оливкова, Cyornis olivaceus
- Джунглівниця флореська, Cyornis oscillans (E)
- Cyornis stresemanni (E)
- Cyornis ruficrissa
- Джунглівниця пелензька, Cyornis pelingensis (E)
- Джунглівниця сулуйська, Cyornis colonus (E)
- Нільтава велика, Niltava grandis
- Нільтава суматранська, Niltava sumatrana
- Мухоловка синя, Cyanoptila cyanomelana
- Мухоловка маньчжурська, Cyanoptila cumatilis
- Мухоловка індигова, Eumyias indigo
- Мухоловка бірюзова, Eumyias thalassinus
- Джунглівниця буруйська, Eumyias additus (E)
- Мухоловка лазурова, Eumyias panayensis
- Джунглівниця короткохвоста, Vauriella gularis
- Алікорто целебеський, Heinrichia calligyna (E)
- Алікорто малий, Brachypteryx leucophris
- Алікорто сизий, Brachypteryx montana
- Соловейко синій, Larvivora cyane
- Аренга суматранська, Myophonus melanurus (E)
- Аренга яванська, Myophonus glaucinus (E)
- Аренга каштанова, Myophonus castaneus (E)
- Аренга борнейська, Myophonus borneensis
- Аренга велика, Myophonus caeruleus
- Вилохвістка білочуба, Enicurus leschenaulti
- Вилохвістка борнейська, Enicurus borneensis
- Вилохвістка сіра, Enicurus velatus (E)
- Вилохвістка рудоголова, Enicurus ruficapillus
- Підпаленик білолобий, Myiomela diana (E)
- Myiomela sumatrana (E)
- Синьохвіст тайговий, Tarsiger cyanurus (A)
- Мухоловка даурська, Ficedula zanthopygia
- Мухоловка жовтоспинна, Ficedula narcissina
- Мухоловка тайгова, Ficedula mugimaki
- Мухоловка білоброва, Ficedula hyperythra
- Нільтава-крихітка, Ficedula hodgsoni
- Мухоловка широкоброва, Ficedula westermanni
- Мухоловка північна, Ficedula albicilla (A)
- Мухоловка танімбарська, Ficedula riedeli (E)
- Мухоловка білокрила, Ficedula dumetoria
- Мухоловка червоногорла, Ficedula rufigula (E)
- Мухоловка дамарська, Ficedula henrici (E)
- Мухоловка темноголова, Ficedula buruensis (E)
- Мухоловка целебеська, Ficedula bonthaina (E)
- Мухоловка бронзова, Ficedula harterti (E)
- Мухоловка тиморська, Ficedula timorensis
- Скеляр синій, Monticola solitarius
- Saxicola maurus
- Трав'янка чорна, Saxicola caprata
- Трав'янка тиморська, Saxicola gutturalis

### Родина:Hylocitreidae
- Товстодзьобка целебеська, Hylocitrea bonensis (E)

### Родина:Квіткоїдові(Dicaeidae)
- Красняк золотомушковий, Prionochilus maculatus
- Красняк біловусий, Prionochilus percussus
- Prionochilus xanthopygius
- Красняк чорноголовий, Prionochilus thoracicus
- Квіткоїд золотогузий, Dicaeum annae (E)
- Квіткоїд товстодзьобий, Dicaeum agile
- Квіткоїд бурий, Dicaeum everetti
- Квіткоїд смугастогрудий, Dicaeum chrysorrheum
- Квіткоїд золотобокий, Dicaeum aureolimbatum (E)
- Квіткоїд трибарвний, Dicaeum trigonostigma
- Квіткоїд індокитайський, Dicaeum minullum
- Квіткоїд червоноголовий, Dicaeum nehrkorni (E)
- Квіткоїд гальмагерський, Dicaeum schistaceiceps (E)
- Квіткоїд темноголовий, Dicaeum erythrothorax (E)
- Квіткоїд молуцький, Dicaeum vulneratum (E)
- Квіткоїд оливковоголовий, Dicaeum pectorale
- Квіткоїд папуанський, Dicaeum geelvinkianum
- Квіткоїд сундайський, Dicaeum igniferum (E)
- Квіткоїд чорноспинний, Dicaeum maugei (E)
- Квіткоїд червоноволий, Dicaeum ignipectus
- Квіткоїд борнейський, Dicaeum monticolum
- Квіткоїд сіробокий, Dicaeum celebicum (E)
- Квіткоїд темно-сірий, Dicaeum sanguinolentum (E)
- Квіткоїд австралійський, Dicaeum hirundinaceum
- Квіткоїд червоний, Dicaeum cruentatum
- Квіткоїд вогнистоголовий, Dicaeum trochileum (E)

### Родина:Нектаркові(Nectariniidae)
- Саїманга червонощока, Chalcoparia singalensis
- Саїманга однобарвна, Anthreptes simplex
- Саїманга жовточерева, Anthreptes malacensis
- Саїманга червоногорла, Anthreptes rhodolaemus
- Нектаринка мангрова, Leptocoma brasiliana
- Нектаринка барвиста, Leptocoma sperata
- Нектаринка чорна, Leptocoma aspasia
- Нектаринка карміновогорла, Leptocoma calcostetha
- Маріка жовточерева, Cinnyris jugularis
- Маріка сумбейська, Cinnyris buettikoferi (E)
- Маріка помаранчевогруда, Cinnyris solaris
- Сіпарая сангезька, Aethopyga duyvenbodei (E)
- Сіпарая кармінова, Aethopyga temminckii
- Сіпарая білочерева, Aethopyga mystacalis
- Сіпарая червона, Aethopyga siparaja
- Сіпарая яванська, Aethopyga eximia (E)
- Нектарка смугастовола, Kurochkinegramma hypogrammicum
- Павуколов товстодзьобий, Arachnothera crassirostris
- Павуколов довгодзьобий, Arachnothera robusta
- Павуколов малий, Arachnothera longirostra
- Павуколов бурий, Arachnothera juliae
- Павуколов жовтощокий, Arachnothera chrysogenys
- Павуколов великий, Arachnothera flavigaster
- Павуколов сіроволий, Arachnothera affinis (E)
- Павуколов східний, Arachnothera modesta
- Павуколов борнейський, Arachnothera everetti

### Родина:Іренові(Irenidae)
- Ірена блакитна, Irena puella

### Родина:Зеленчикові(Chloropseidae)
- Зеленчик великий, Chloropsis sonnerati
- Зеленчик блакитновусий, Chloropsis cyanopogon
- Зеленчик синьокрилий, Chloropsis cochinchinensis
- Зеленчик борнейський, Chloropsis kinabaluensis (A)
- Зеленчик суматранський, Chloropsis media (E)
- Зеленчик синьолобий, Chloropsis venusta (E)

### Родина:Ткачикові(Ploceidae)
- Ткачик смугастий, Ploceus manyar
- Бая, Ploceus philippinus
- Ткачик золоточеревий, Ploceus hypoxanthus

### Родина:Астрильдові(Estrildidae)
- Бенгалик червоний, Amandava amandava
- Амадина гірська, Oreostruthus fuliginosus
- Амадина-рубінчик малинова, Neochmia phaeton
- Діамантник зебровий, Taeniopygia guttata
- Папужник бамбуковий, Erythrura hyperythra
- Папужник довгохвостий, Erythrura prasina
- Папужник тиморський, Erythrura tricolor
- Папужник синьощокий, Erythrura trichroa
- Папужник новогвінейський, Erythrura papuana
- Мунія новогвінейська, Mayrimunia tristissima
- Мунія перлиста, Mayrimunia leucosticta
- Мунія гострохвоста, Lonchura striata
- Мунія яванська, Lonchura leucogastroides (E)
- Мунія борнейська, Lonchura fuscans
- Мунія молуцька, Lonchura molucca
- Мунія іржаста, Lonchura punctulata
- Мунія жовтохвоста, Lonchura leucogastra
- Мунія чорноголова, Lonchura atricapilla
- Мунія балійська, Lonchura ferruginosa (E)
- Мунія темноголова, Lonchura quinticolor
- Мунія білоголова, Lonchura maja
- Мунія бліда, Lonchura pallida
- Мунія великодзьоба, Lonchura grandis
- Мунія золотохвоста, Lonchura vana (E)
- Мунія світлоголова, Lonchura nevermanni
- Мунія папуанська, Lonchura spectabilis
- Мунія каштанововола, Lonchura castaneothorax
- Мунія чорна, Lonchura stygia
- Мунія чорновола, Lonchura teerinki (E)
- Мунія гірська, Lonchura montana
- Рисівка яванська, Padda oryzivora
- Рисівка тиморська, Padda fuscata

### Родина:Горобцеві(Passeridae)
- Горобець хатній, Passer domesticus (I)
- Горобець польовий, Passer montanus

### Родина:Плискові(Motacillidae)
- Плиска деревна, Dendronanthus indicus
- Плиска гірська, Motacilla cinerea
- Плиска жовта, Motacilla flava
- Плиска аляскинська, Motacilla tschutschensis
- Плиска біла, Motacilla alba (A)
- Маданга, Madanga ruficollis (E)
- Щеврик азійський, Anthus richardi (A)
- Щеврик іржастий, Anthus rufulus
- Щеврик новогвінейський, Anthus gutturalis
- Щеврик сибірський, Anthus gustavi
- Щеврик червоногрудий, Anthus cervinus

### Родина:В'юркові(Fringillidae)
- Щедрик острівний, Chrysocorythus estherae (E)

### Родина:Вівсянкові(Emberizidae)
- Вівсянка сибірська, Emberiza spodocephala (A)